# آندرس زورن

امضای آندرس زورن

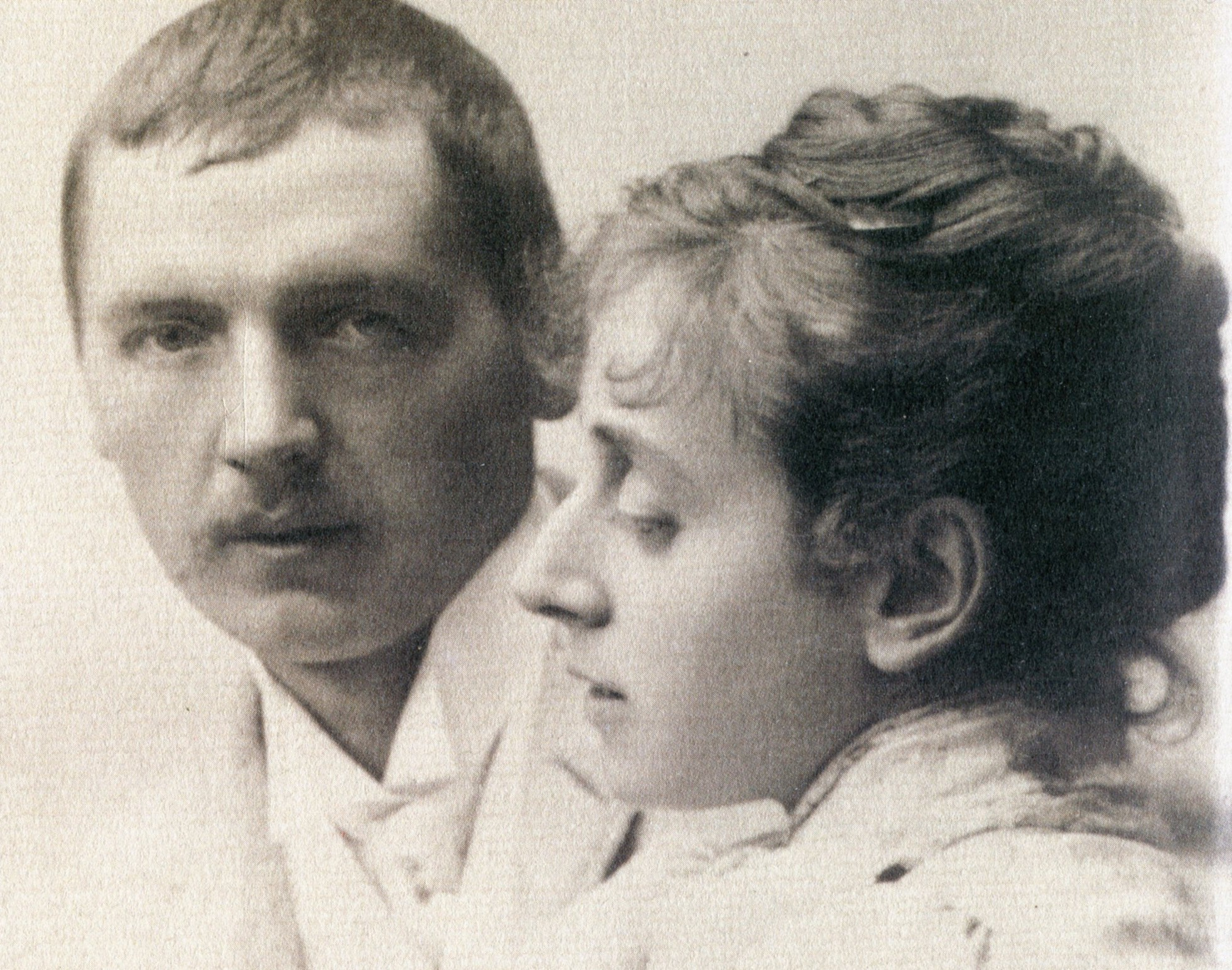
آندرس و اِما زورن حدود ۱۸۸۵

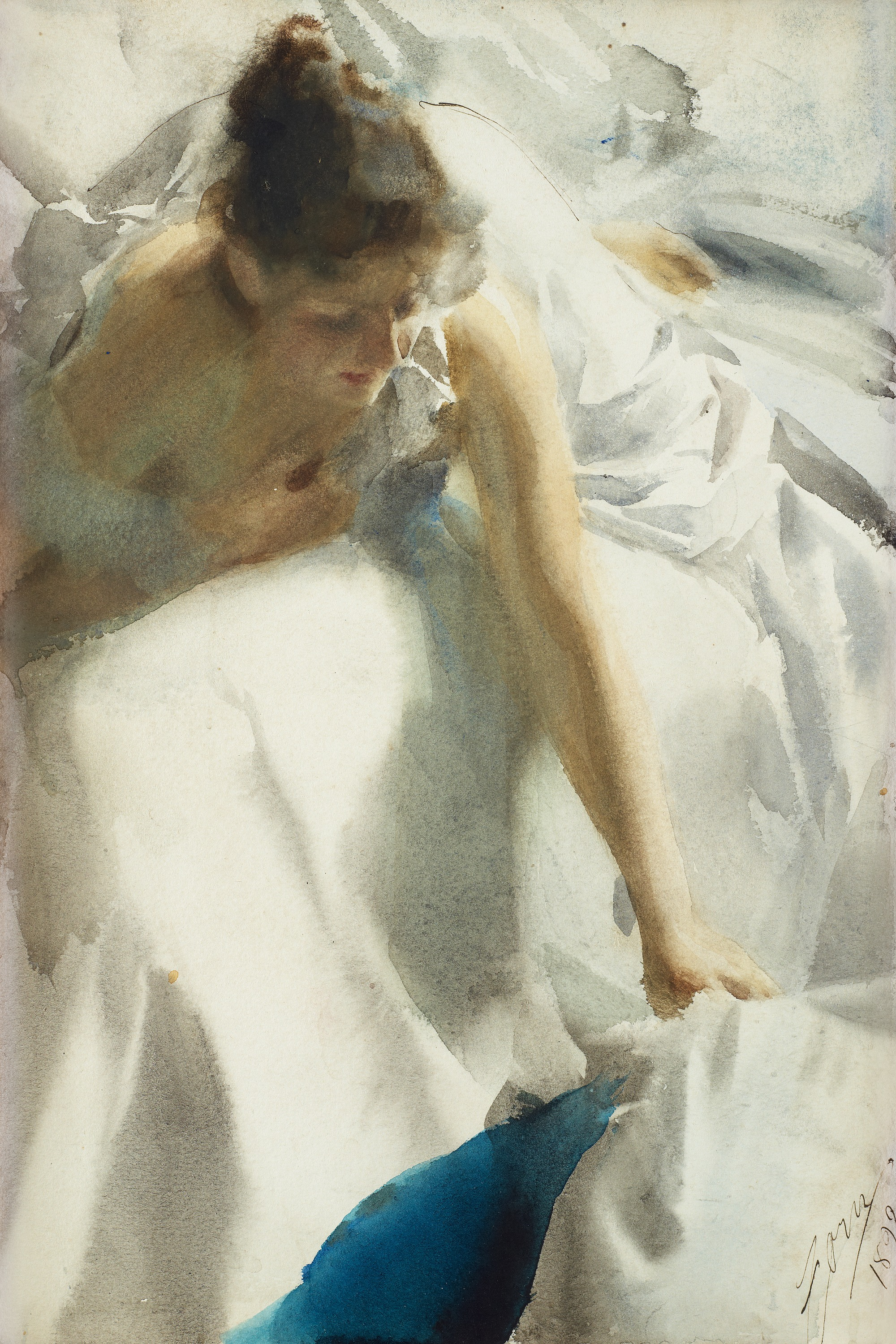
بیداری، همسر هنرمند

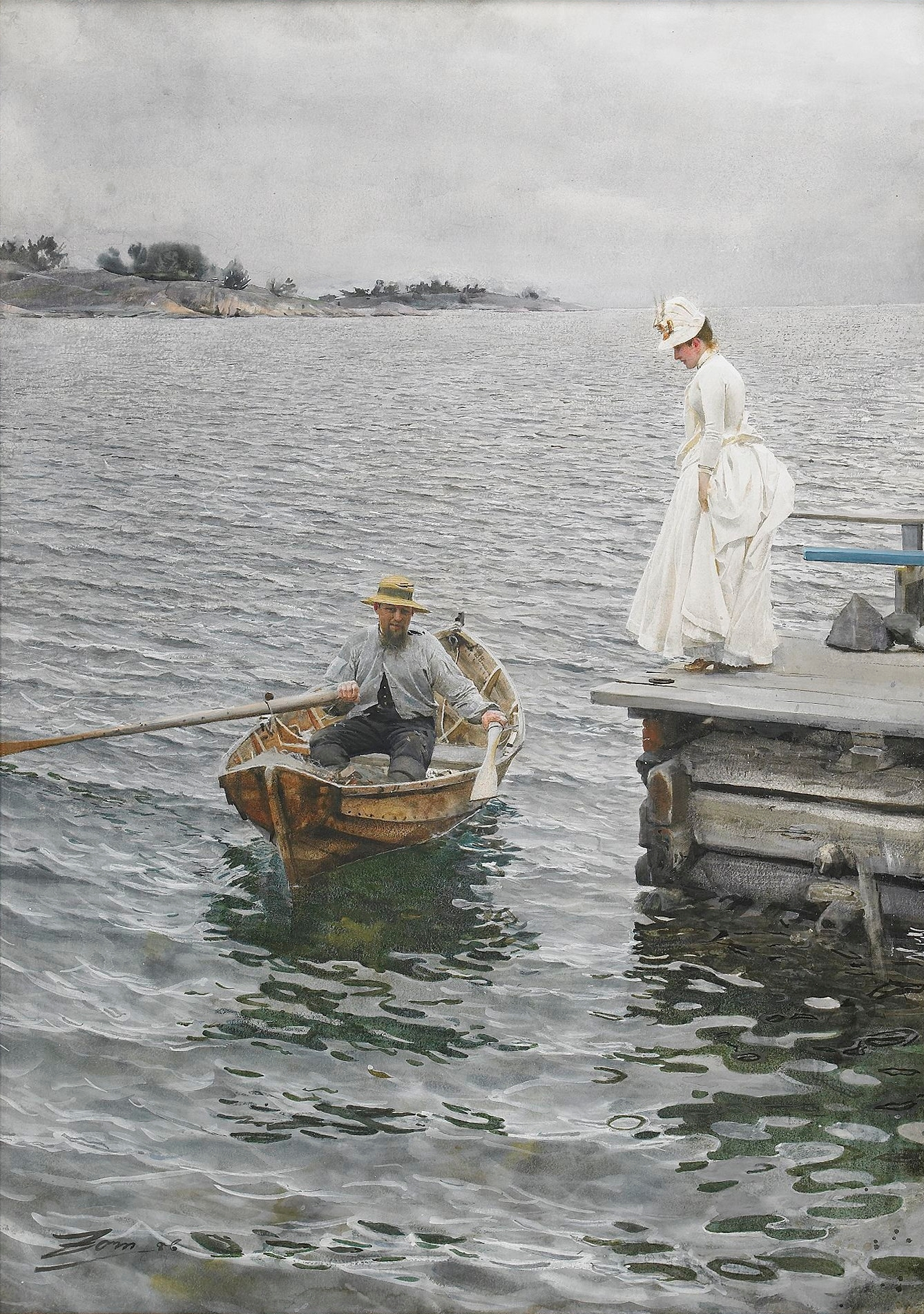
سومّارنویه (به سوئدی: Sommarnöje به معنی فصل تابستان و سرگرمی) سال ۱۸۸۶. گرانترین نقاشی سوئد تا کنون که در ۳ ژوئن ۲۰۱۰ به مبلغ ۲۶ میلیون کرون به فروش رسید.

آندرس لئونارد زورن (به سوئدی: Anders Leonard Zorn؛ ۱۸ فوریه سال ۱۸۶۰ – ۲۲ اوت ۱۹۲۰) یک نقاش و مجسمه‌ساز و حکاک و یکی از مهمترین هنرمندان اهل سوئد است. او موفقیت‌های بین‌المللی بسیاری به دست آورده است.
در میان پرترههای زورن افراد صاحب نام زیادی به چشم می‌خورند از جمله اسکار دوم پادشاه سوئد، سه رئیس جمهور آمریکا، گروور کلیولند، ویلیام تفت و تئودور روزولت.
او در اواخر زندگی خود جایزه سوئدی ادبی بلمن را در سال ۱۹۲۰ بنیان گذارد.

## نگارخانه

نقاشی پرتره
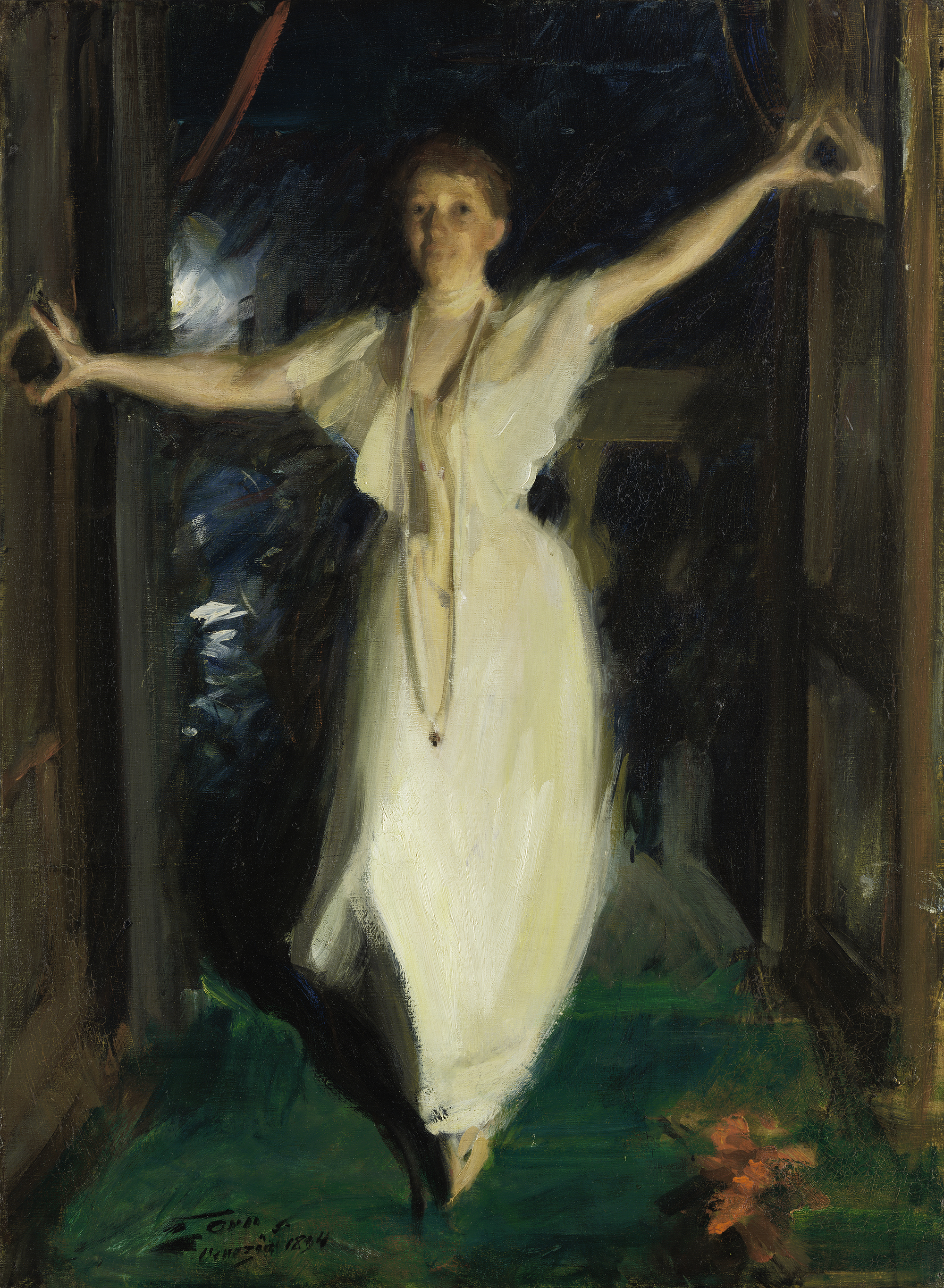
ایزابلا استوارت گاردنر در ونیز ۱۸۹۴ م. موزه گاردنر
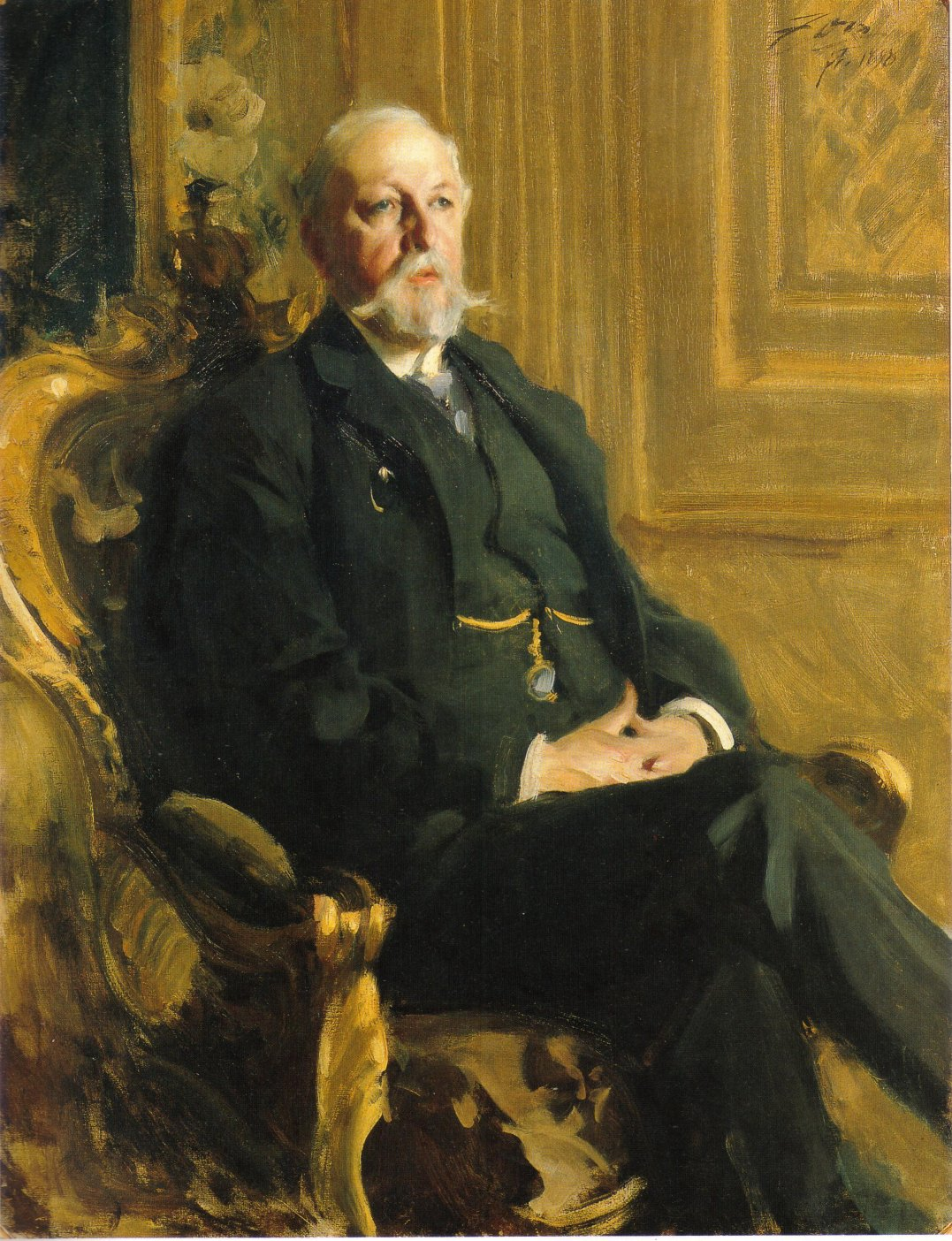
The King of Sweden, King Oscar II , 1898.
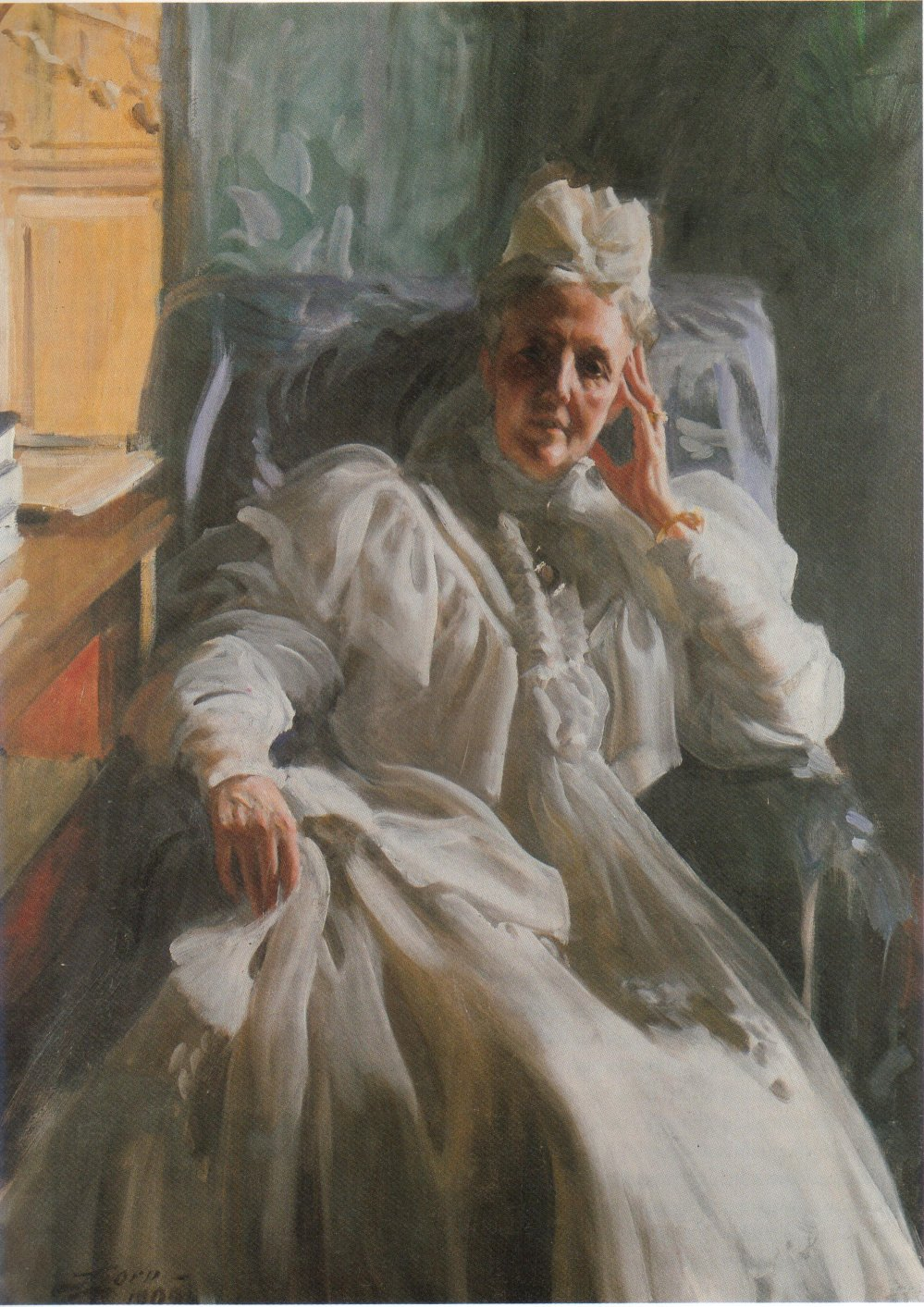
The Queen consort of Sweden and Norway, Queen Sophia 1909
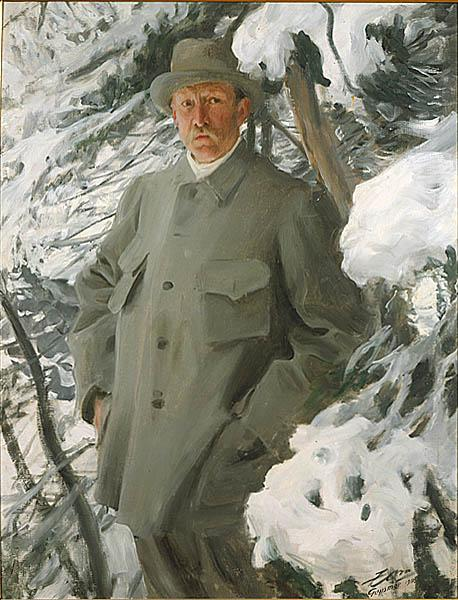
The Painter Bruno Liljefors, 1906
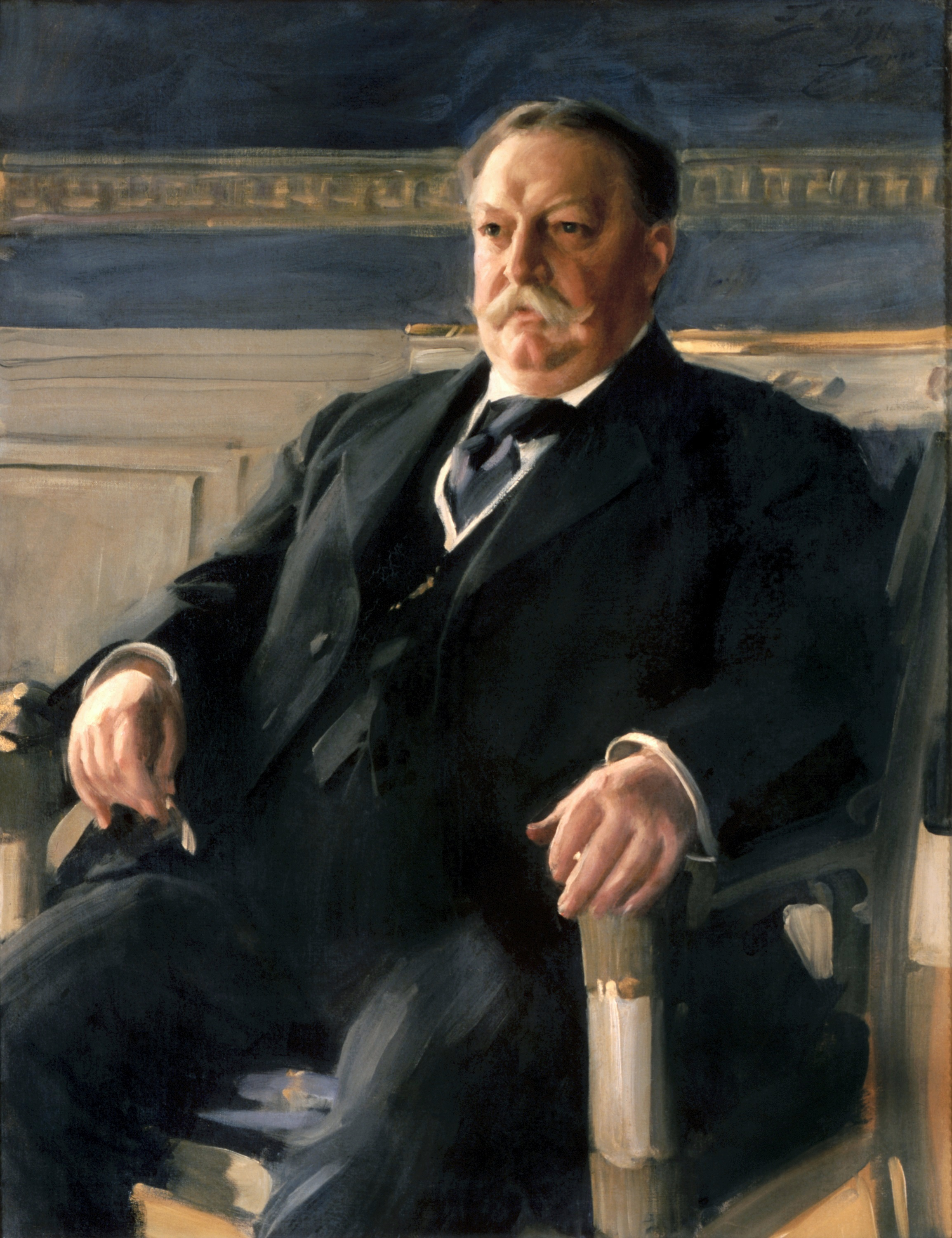
William Howard Taft, 27th President of the United States 1911
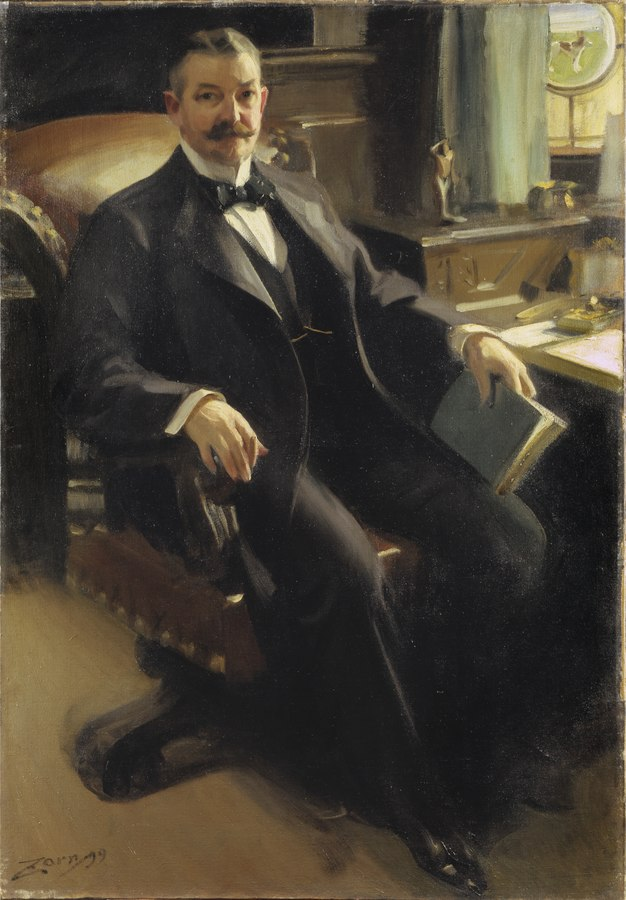
Mr Henry Clay Pierce,[5] a noted financier and oil industry pioneer, 1899
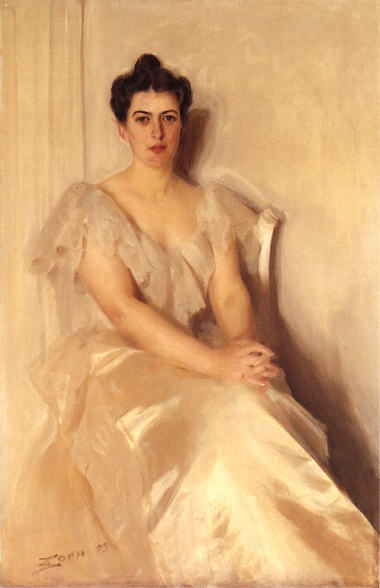
Mrs. Frances Cleveland, the wife of President Grover Cleveland
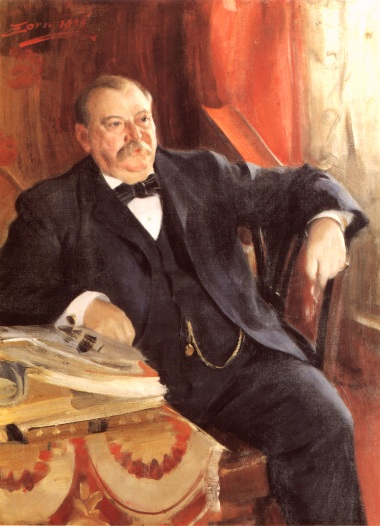
President Grover Cleveland
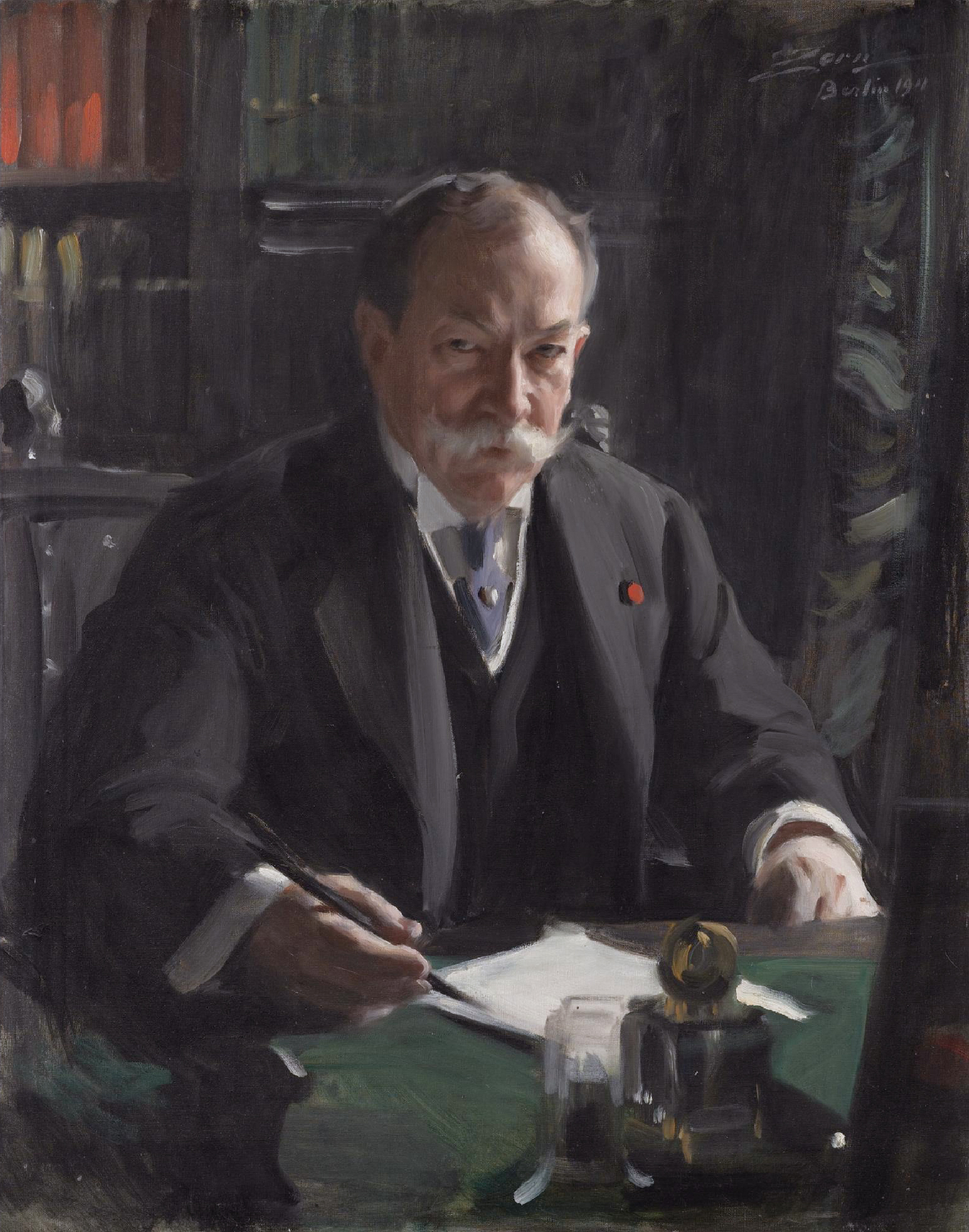
Ambassador David Jayne Hill
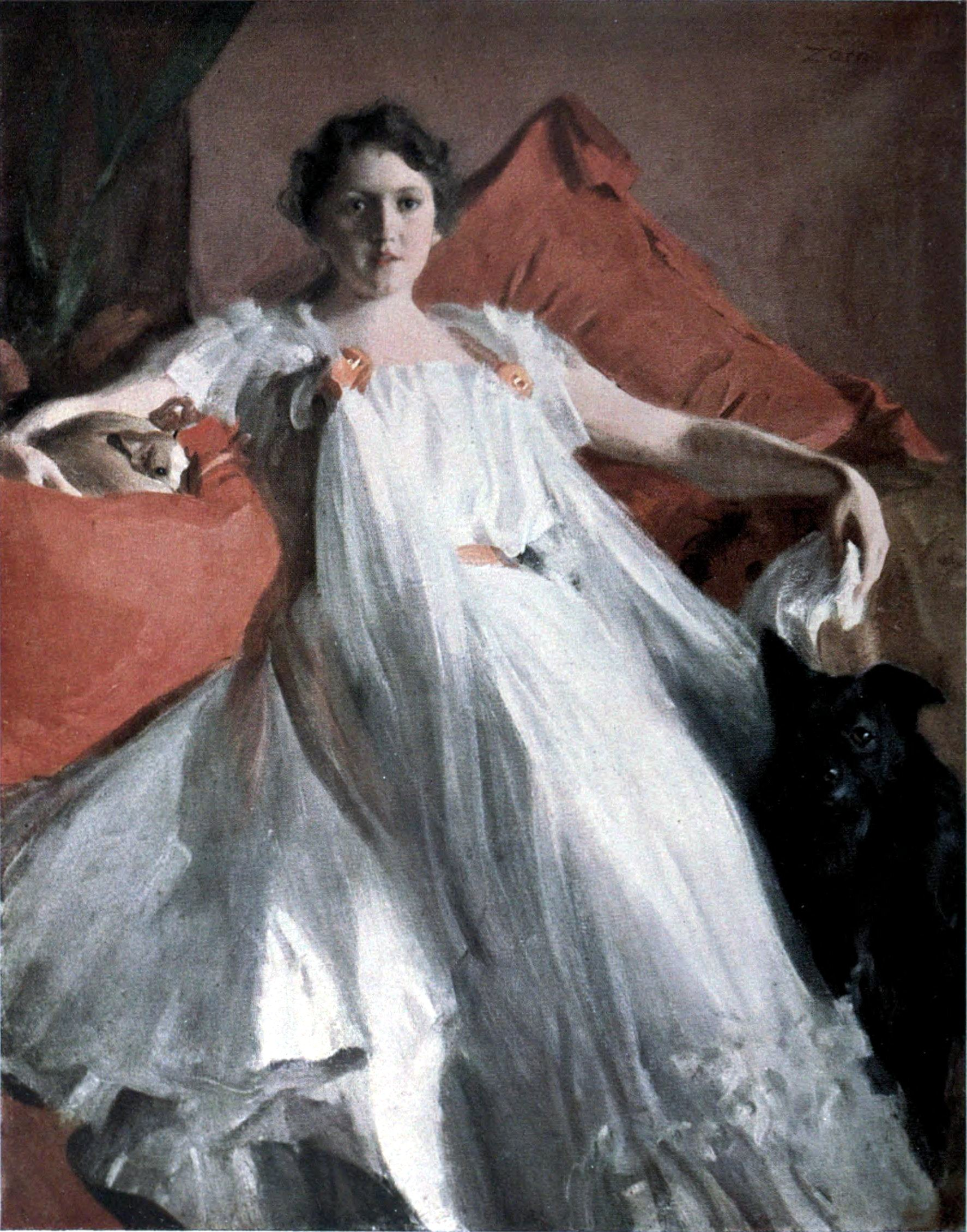
Mme Ashley, 1920
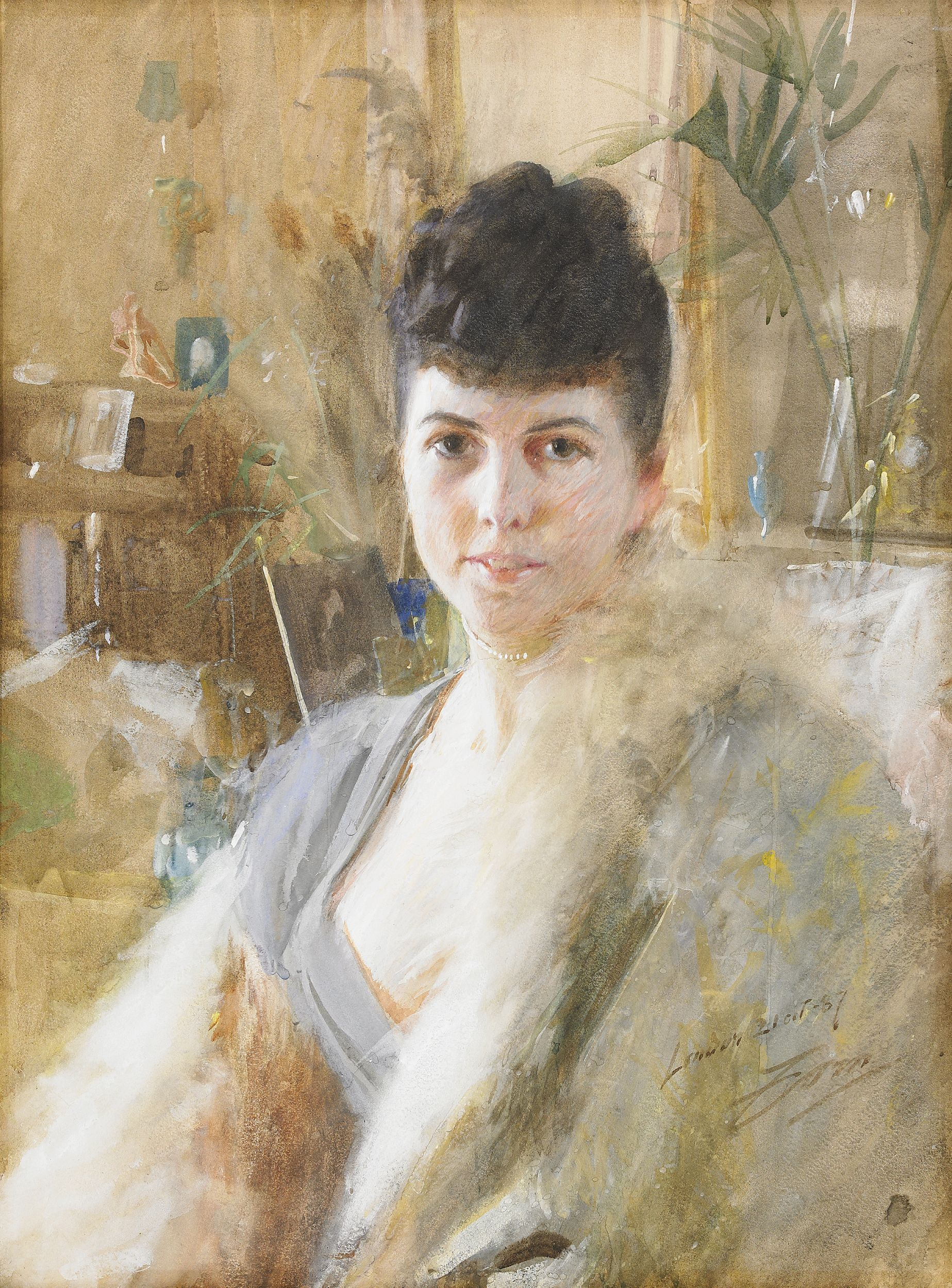
Lady with fur cape
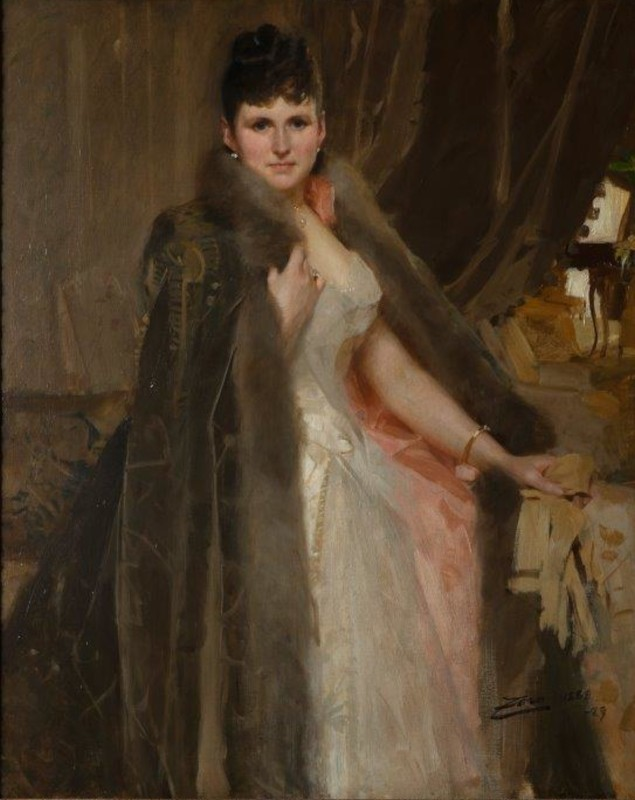
Mrs. Symons
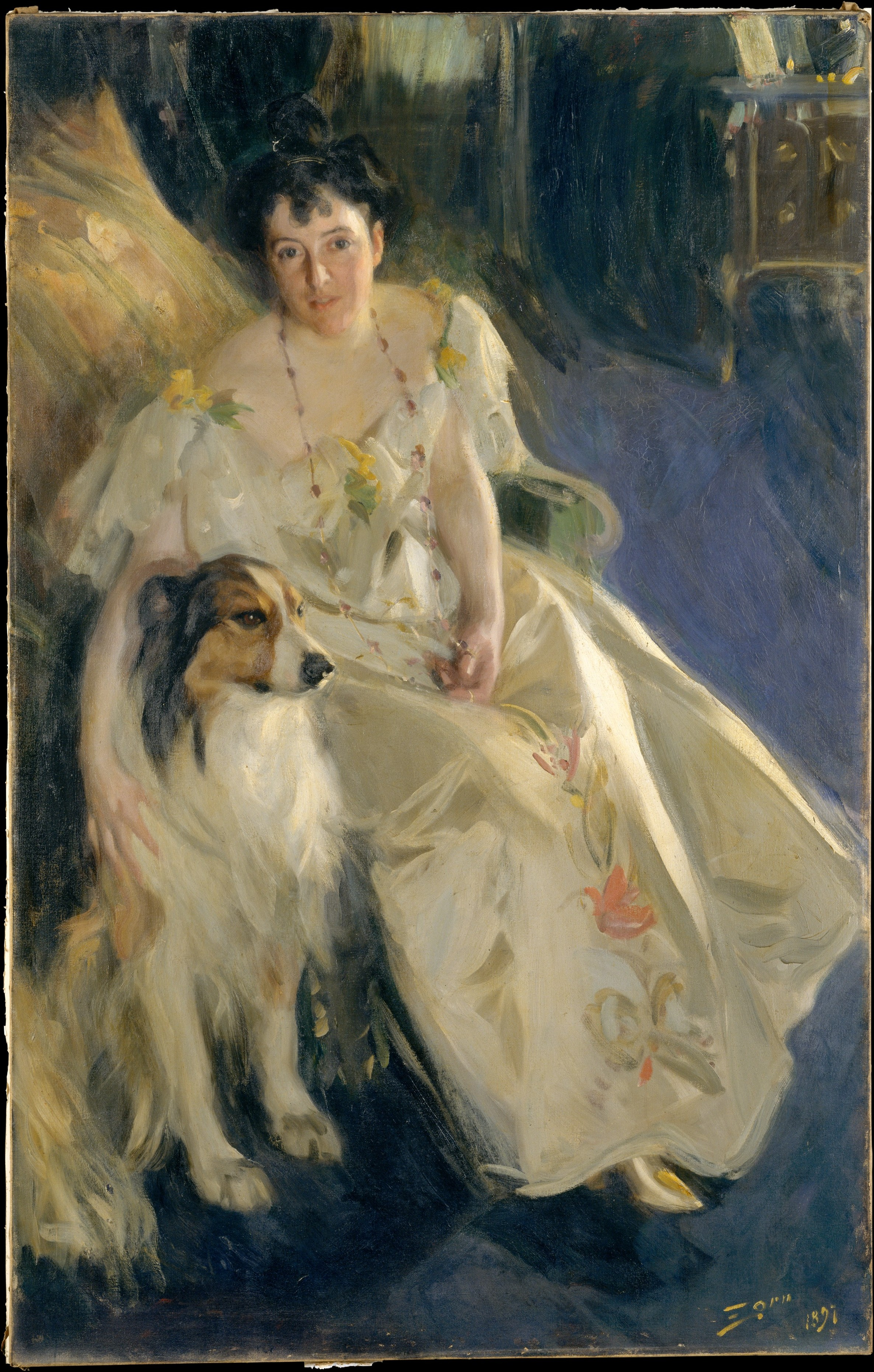
Mrs Walter Rathbone Bacon
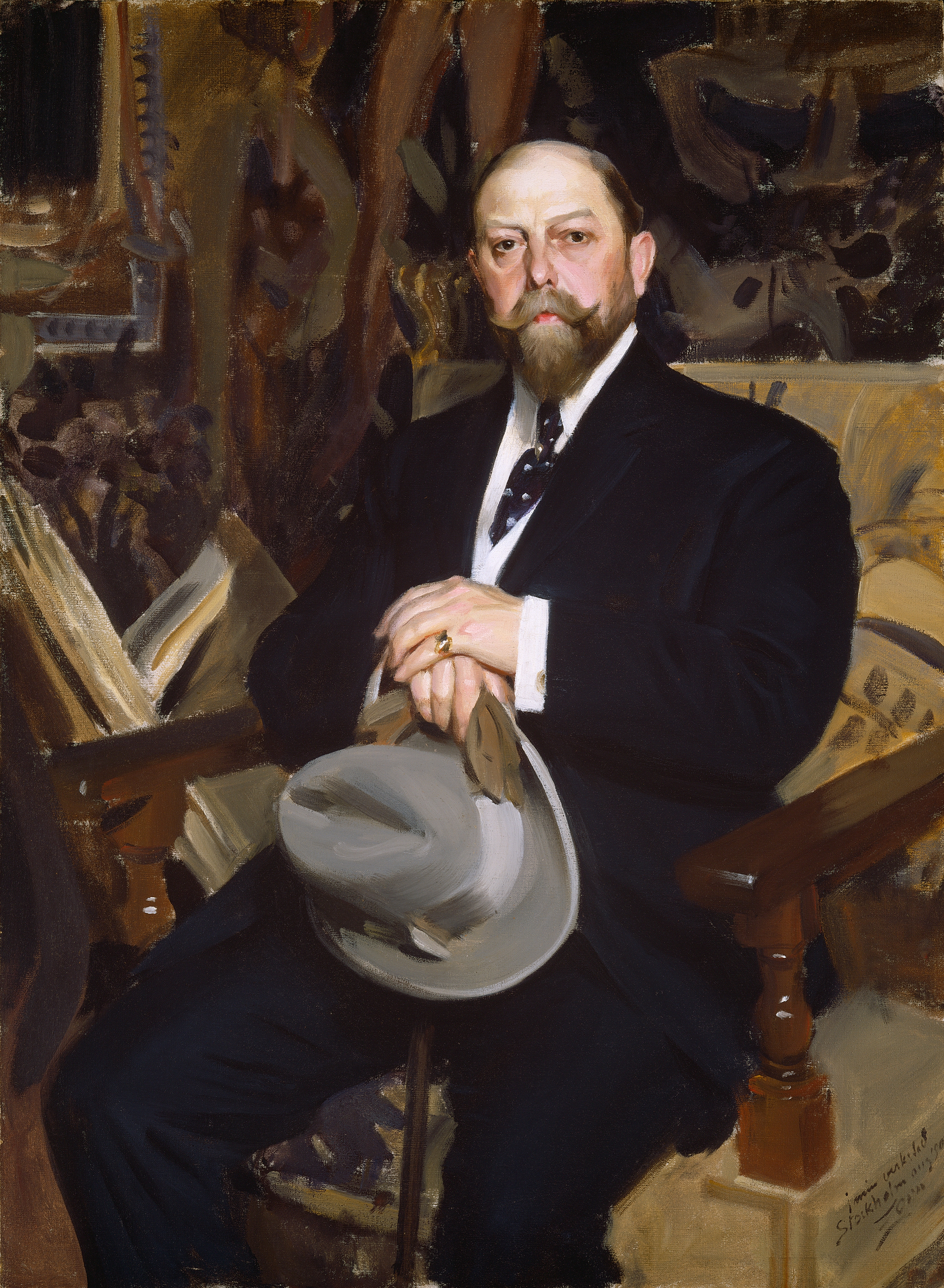
Hugo Resinger holding a fashionable grey Homburg hat, 1907.
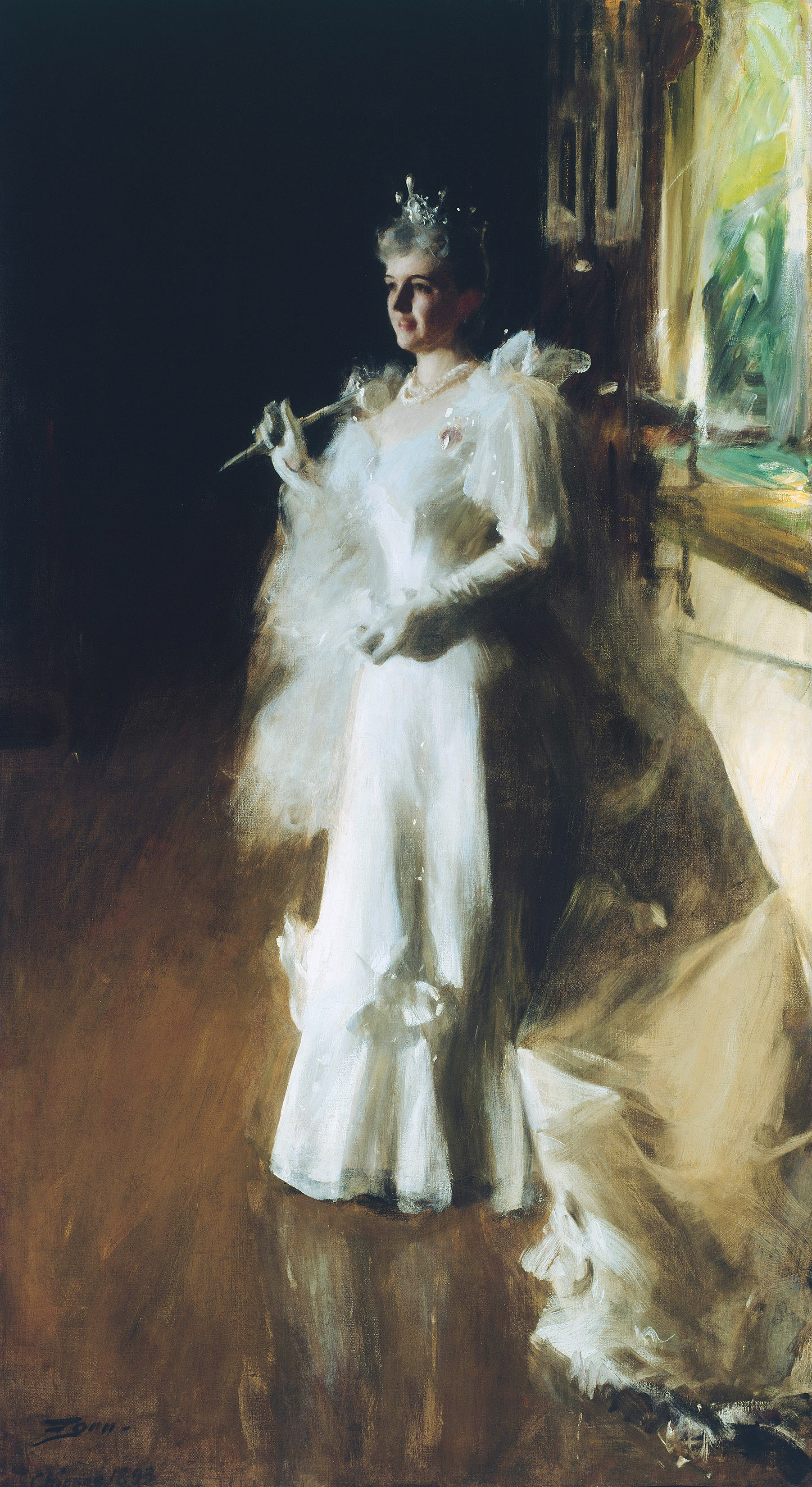
Mrs. Potter Palmer
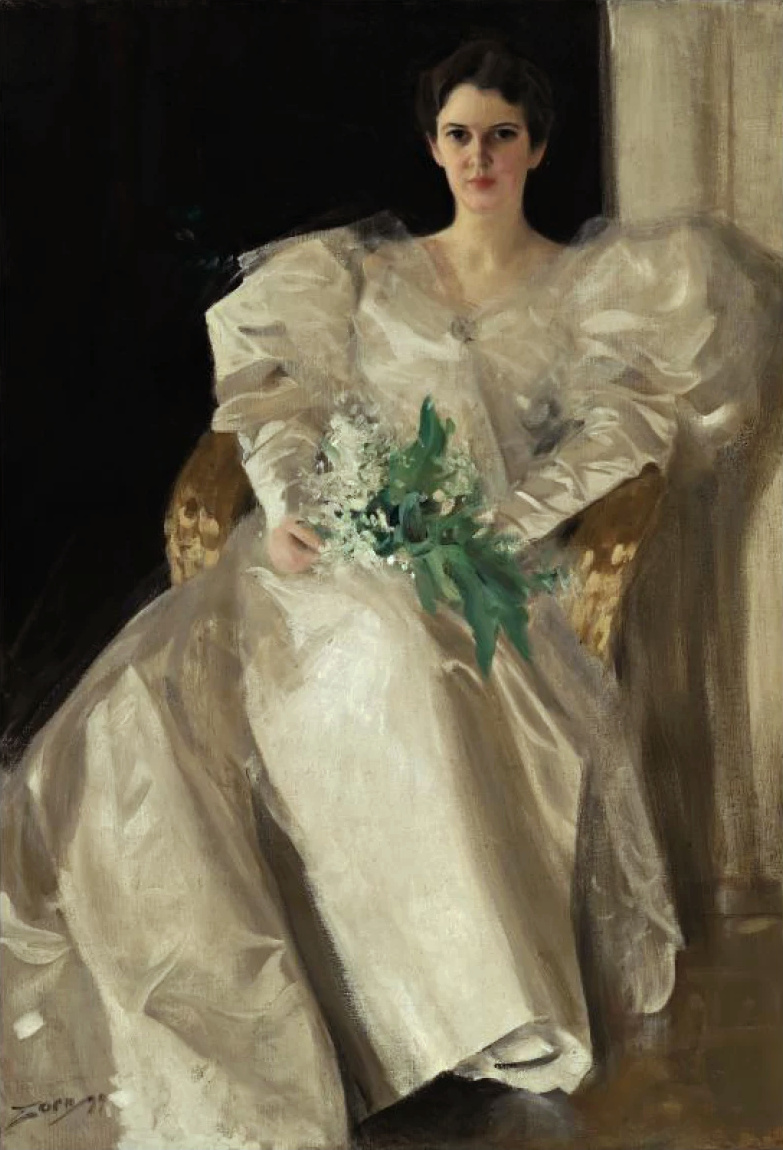
Mrs. Eben Richards

خودنگاره
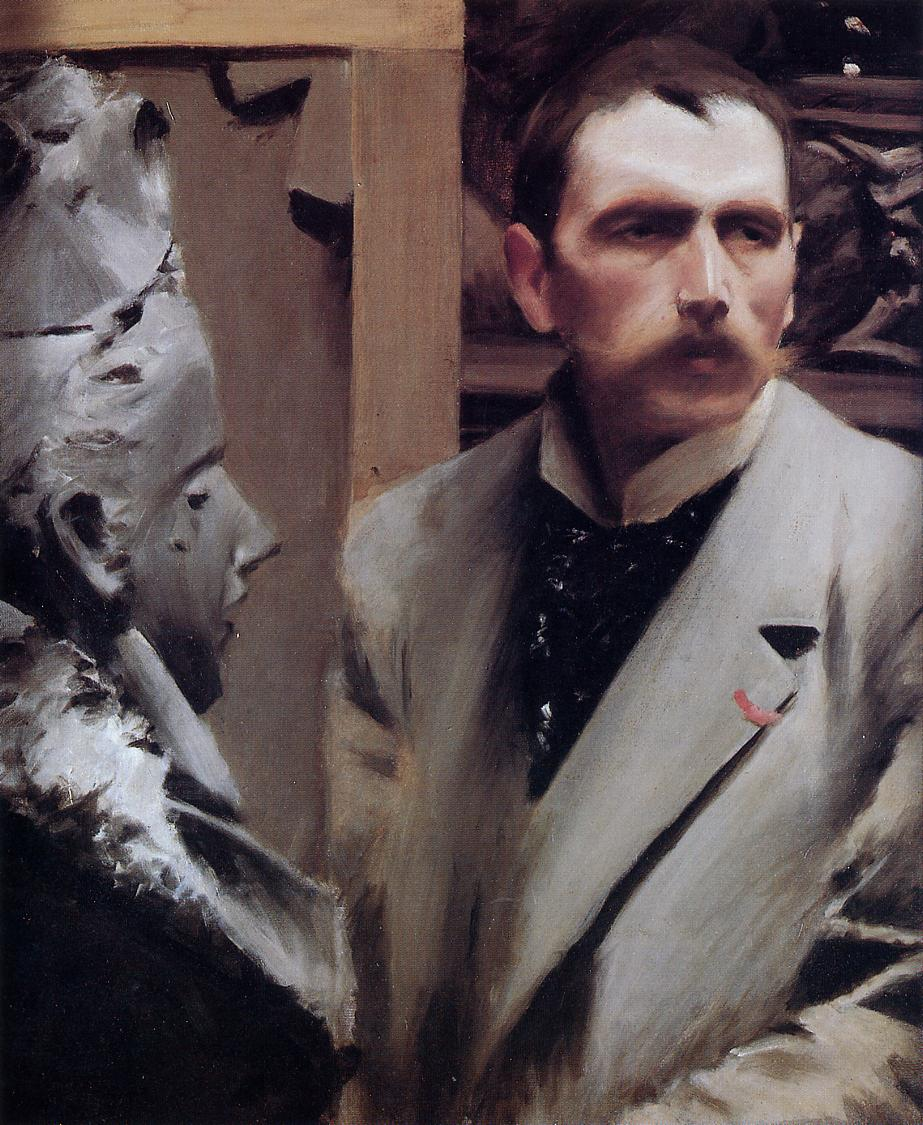
پرتره بدون تاریخ
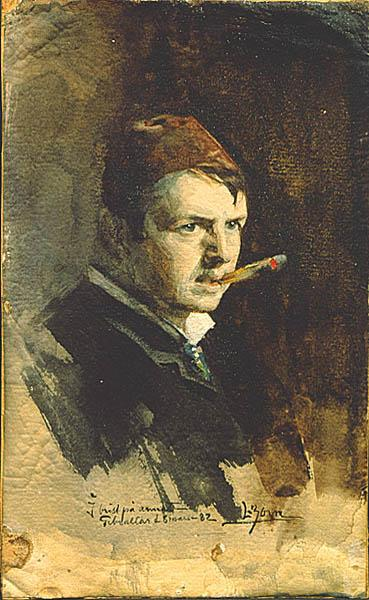
خود پرتره، ۱۸۸۲
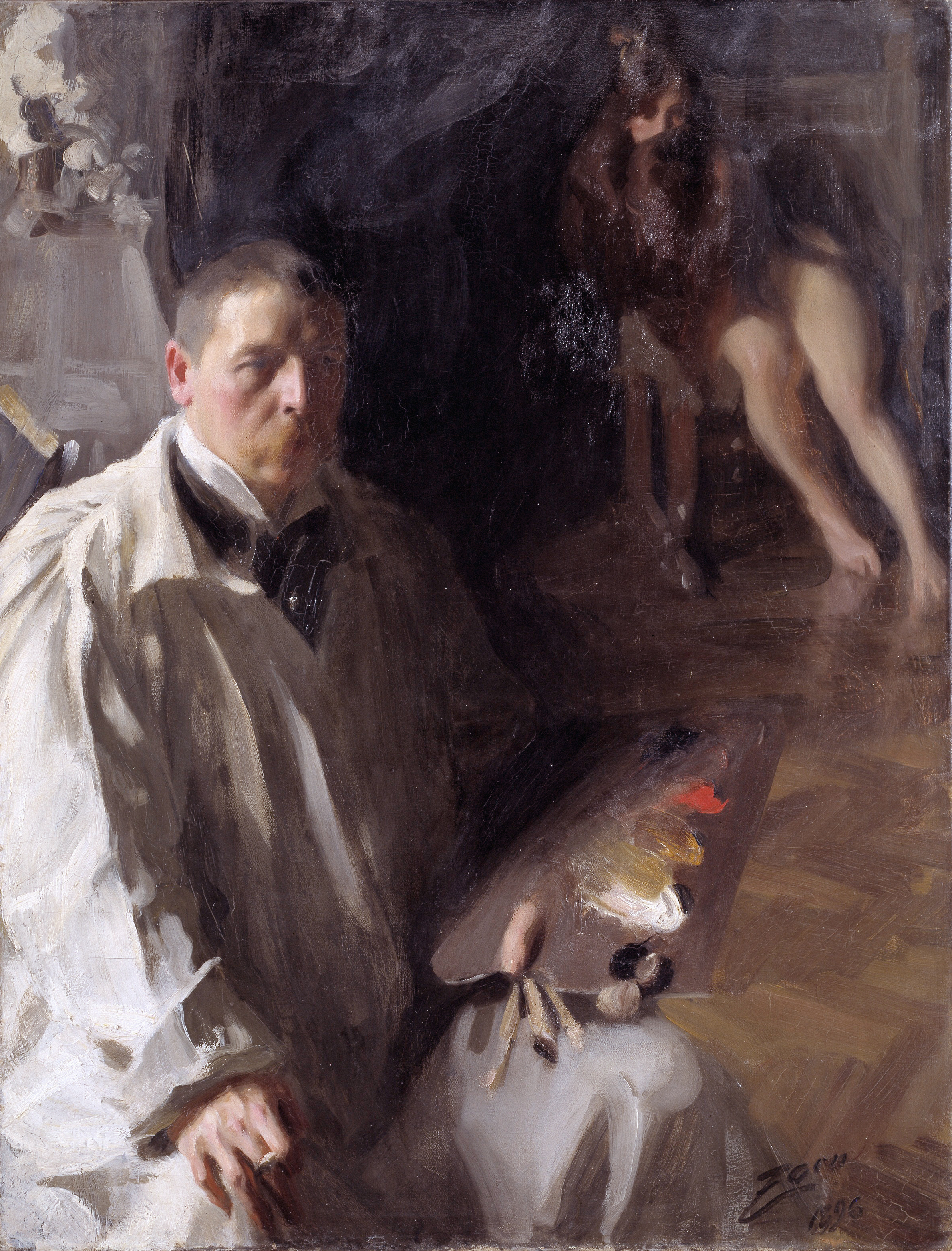
خود پرتره همراه با مدل، ۱۸۹۶
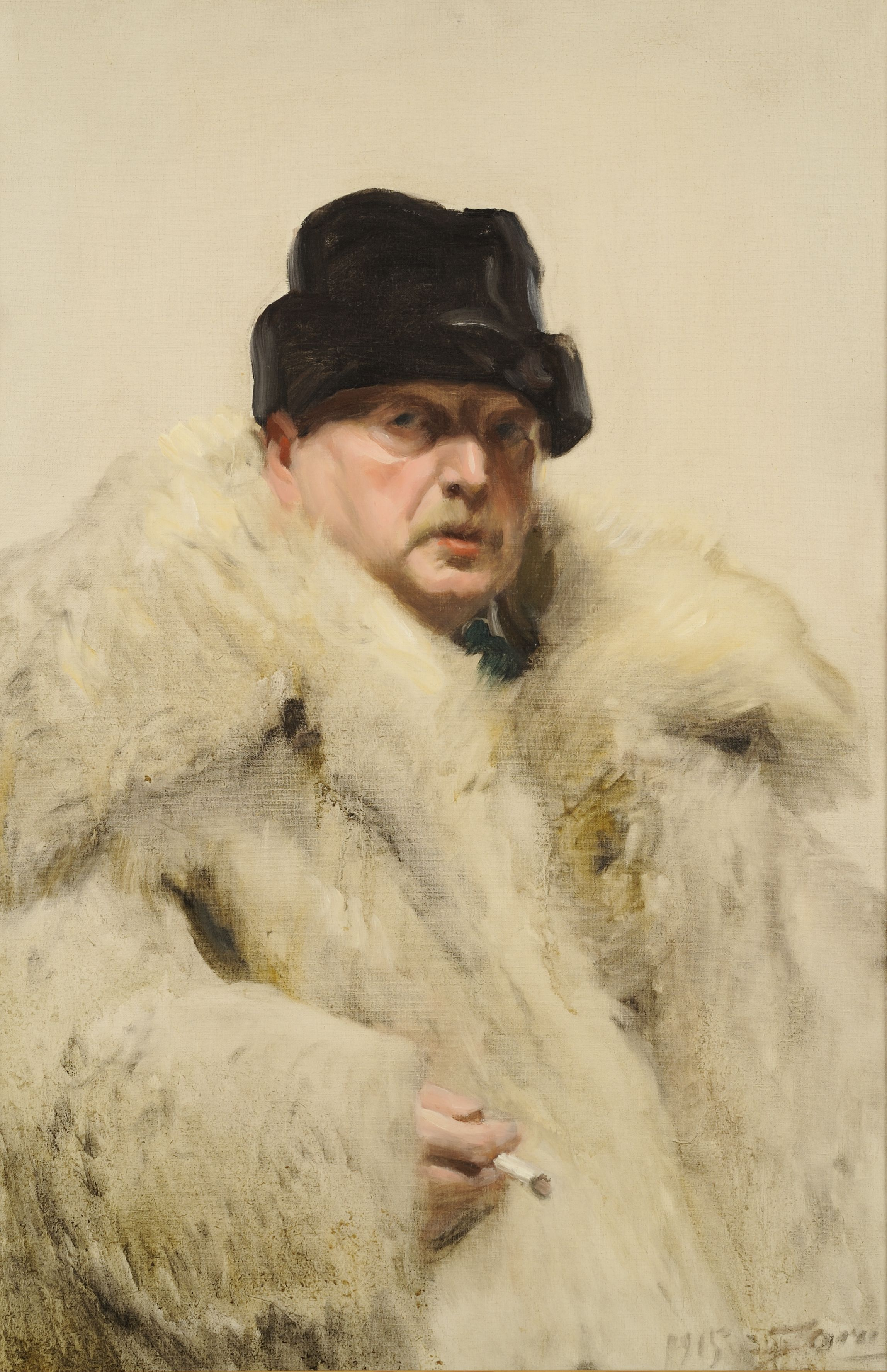
خود پرتره در پالتوی خز، ۱۹۱۵
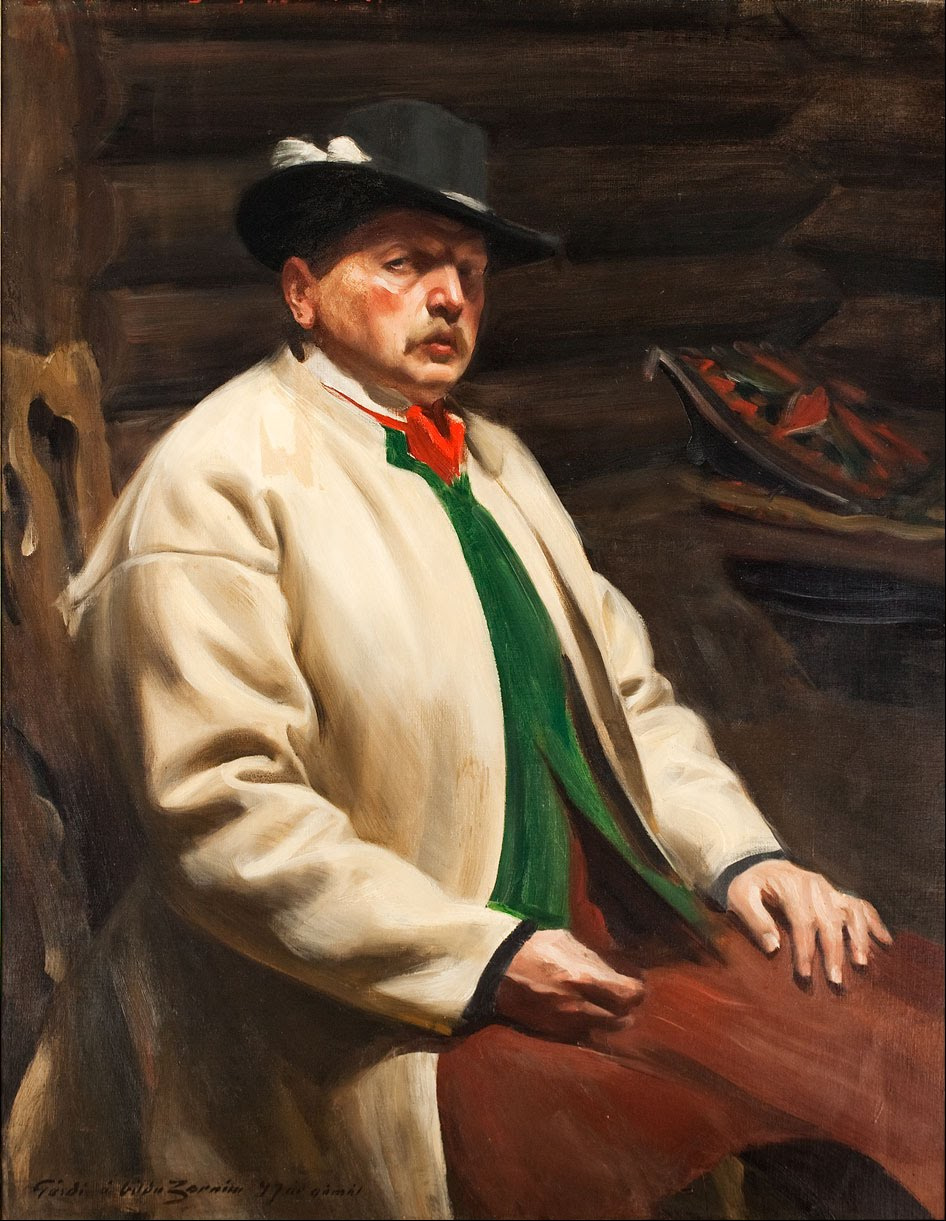
پرتره از خود با کلاه، ۱۹۰۷
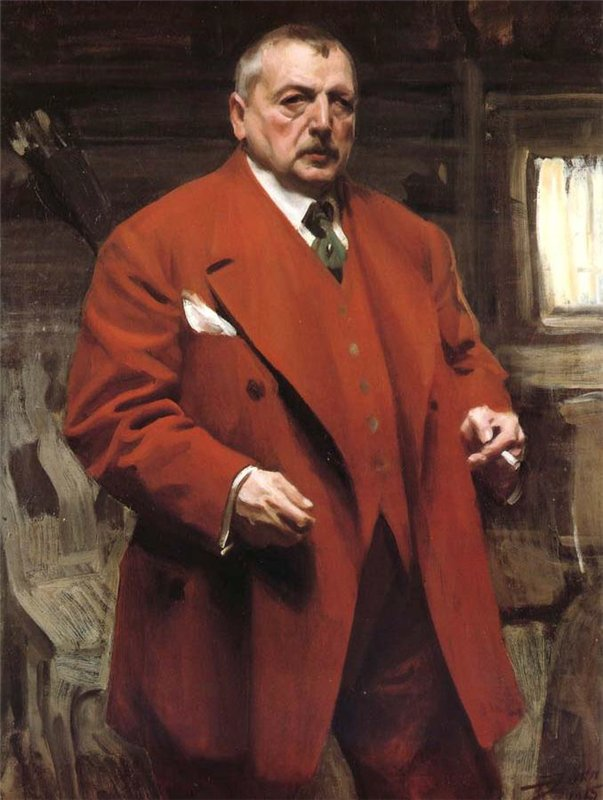
خود پرتره به رنگ قرمز، ۱۹۱۵
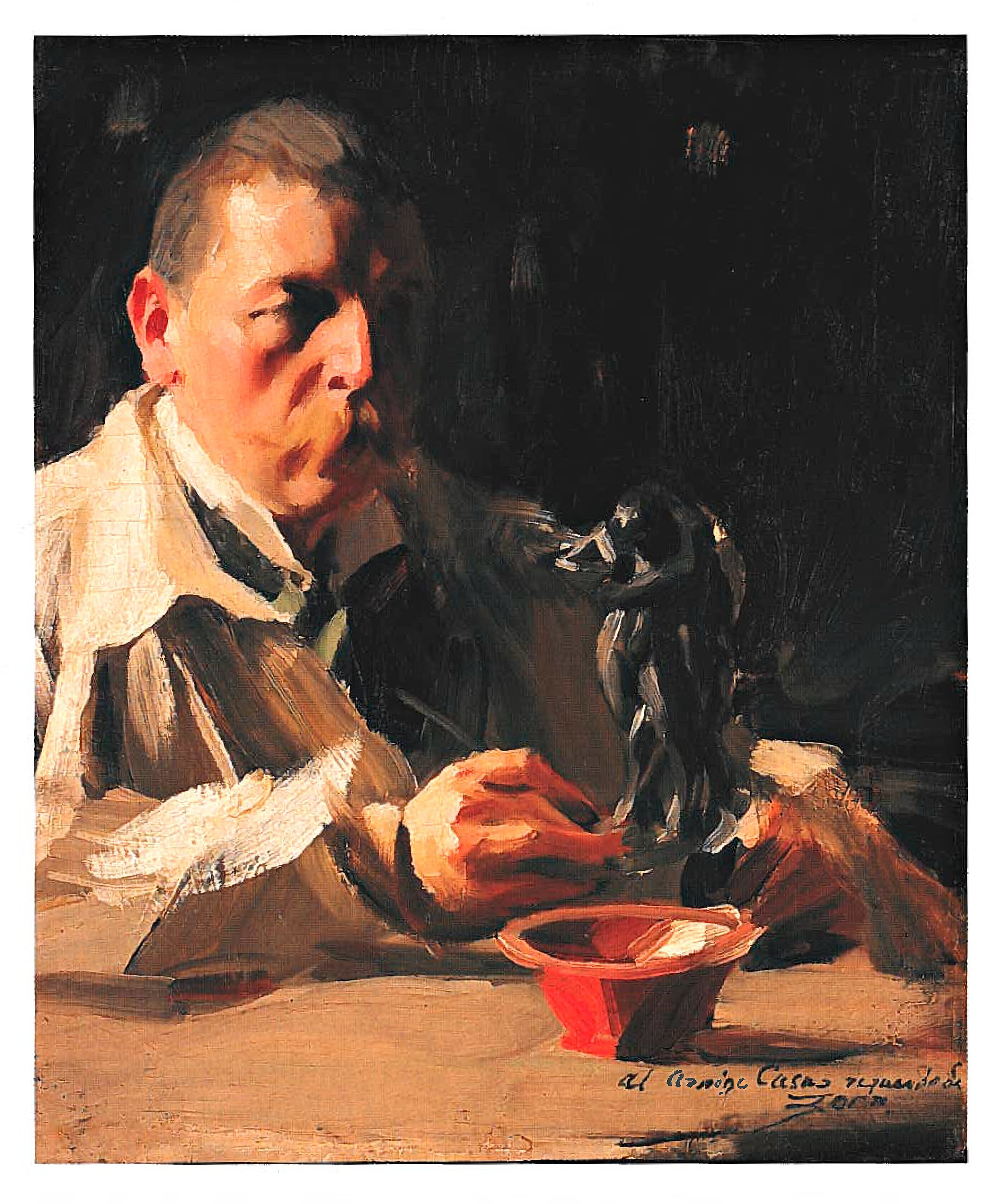
خود پرتره با رب‌النوع مزارع و گله کوسفند و پوره (قبل از ۱۹۲۰)

هنر برهنه
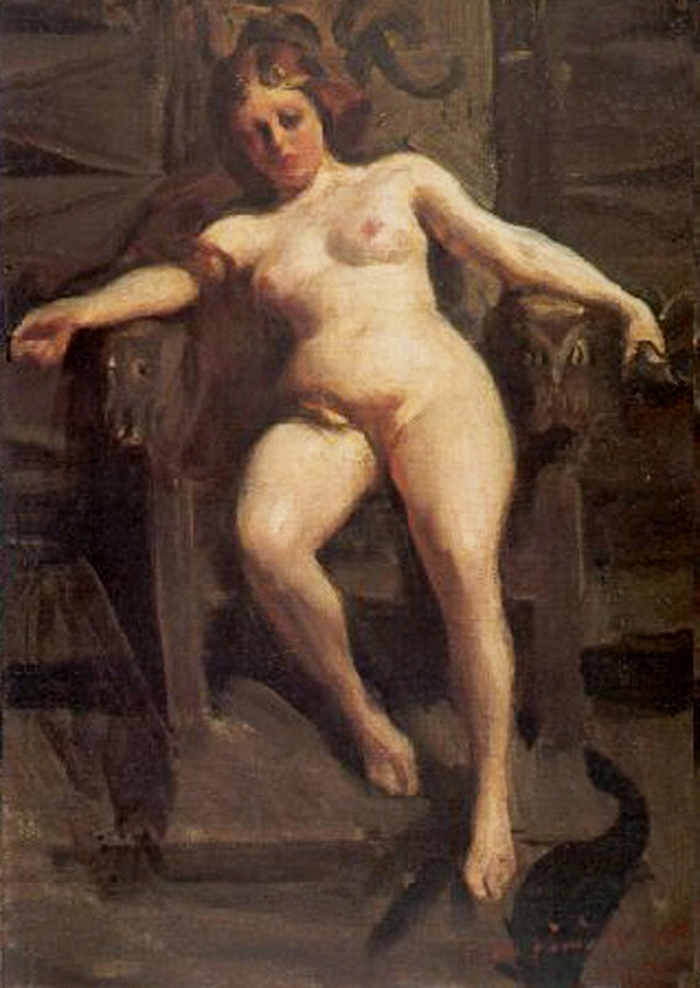
Freya, 1901
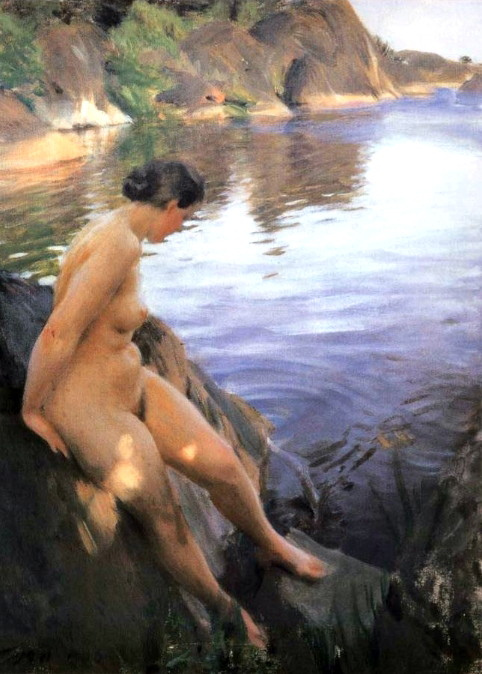
حمام گرفتن دالاکولا، سندهام، ۱۹۰۶
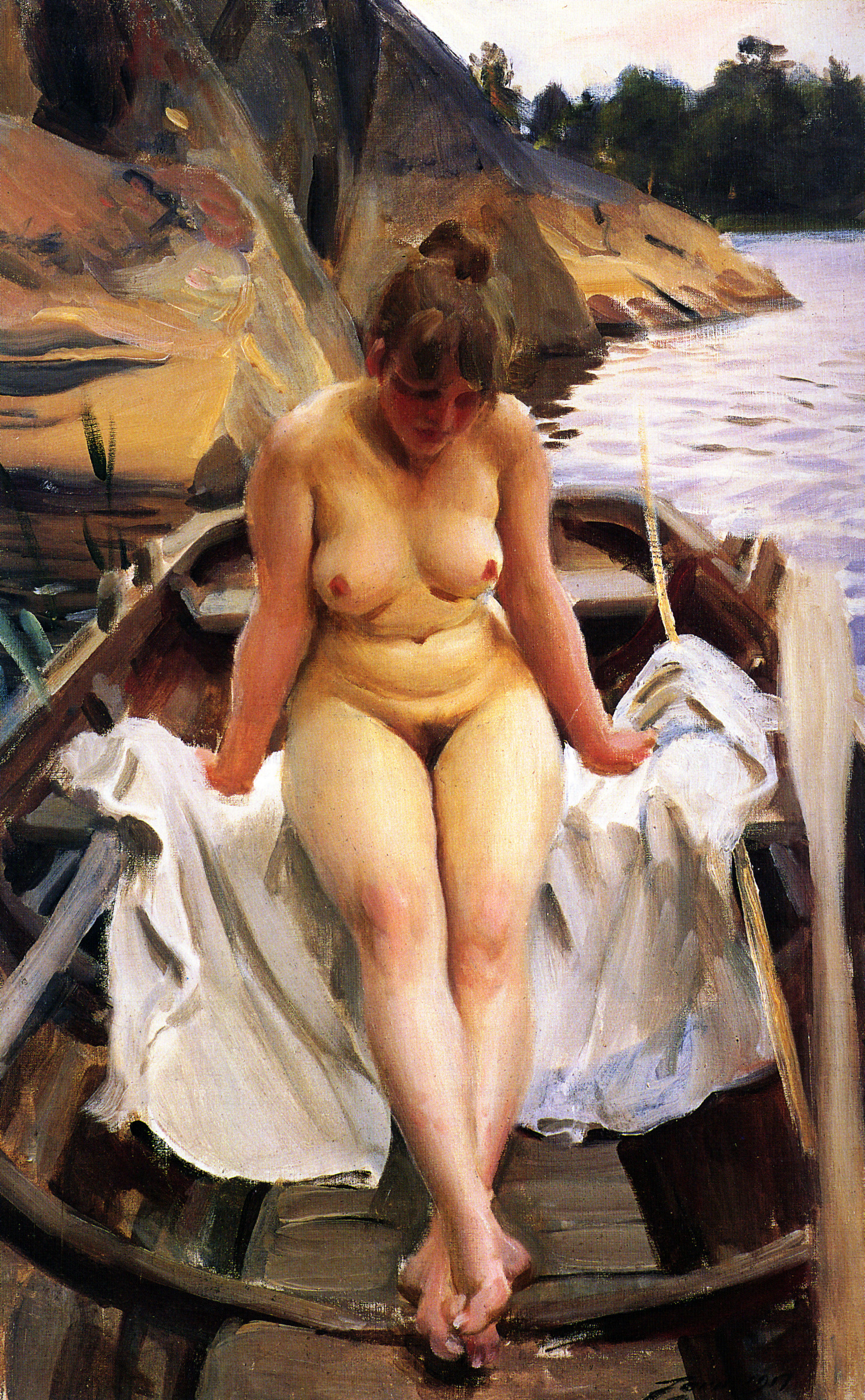
زنی در قایق، ۱۹۱۷
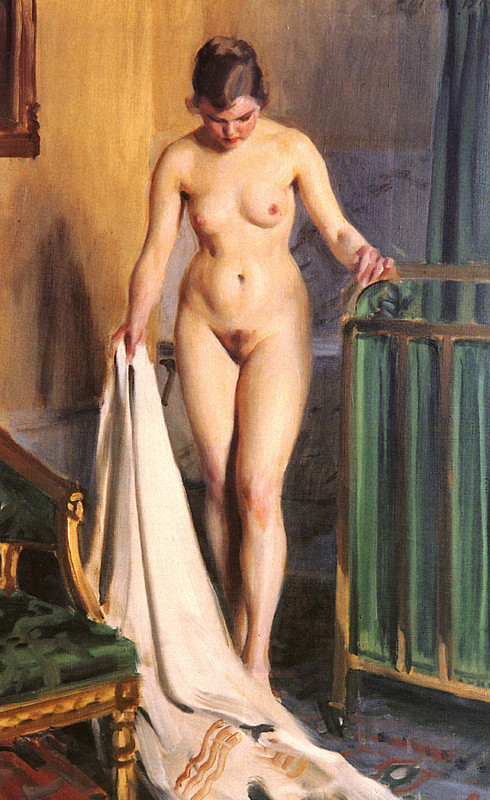
در اتاق خواب، ۱۹۱۸
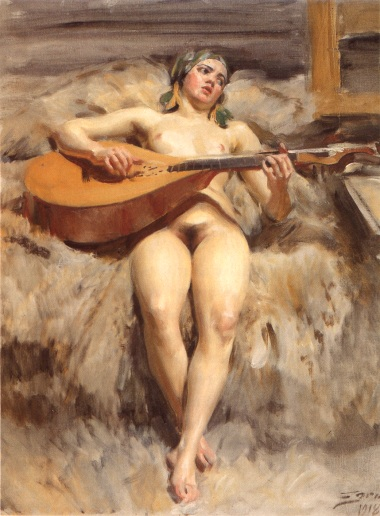
استودیو ایده‌آل، ۱۹۱۸

آثار
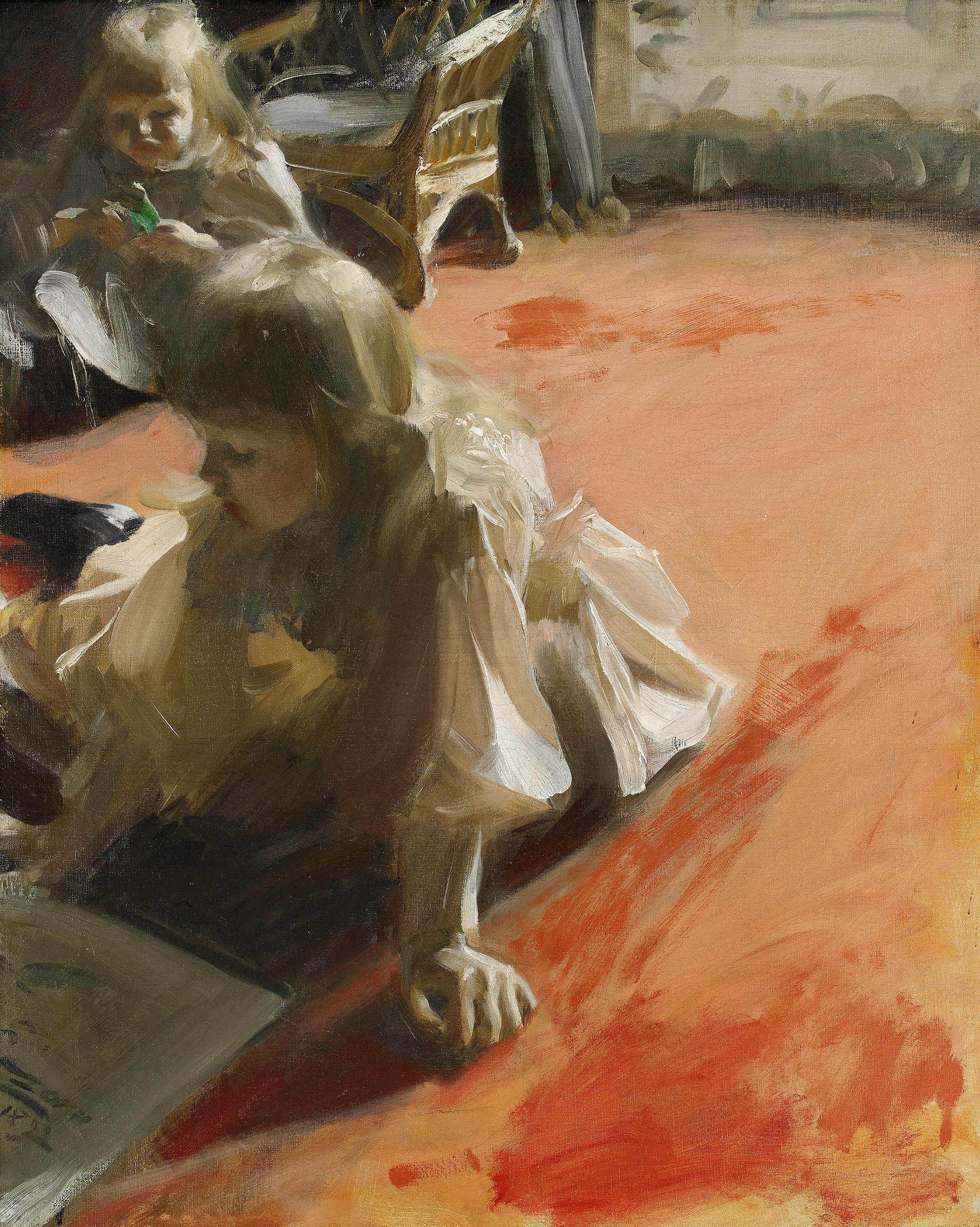
A Portrait of the Daughters of Ramón Subercaseaux, 1892
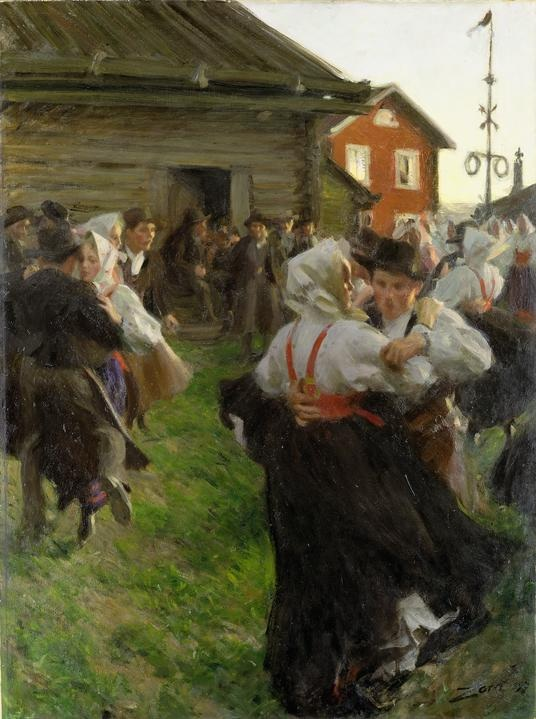
Midsummer Dance, 1897
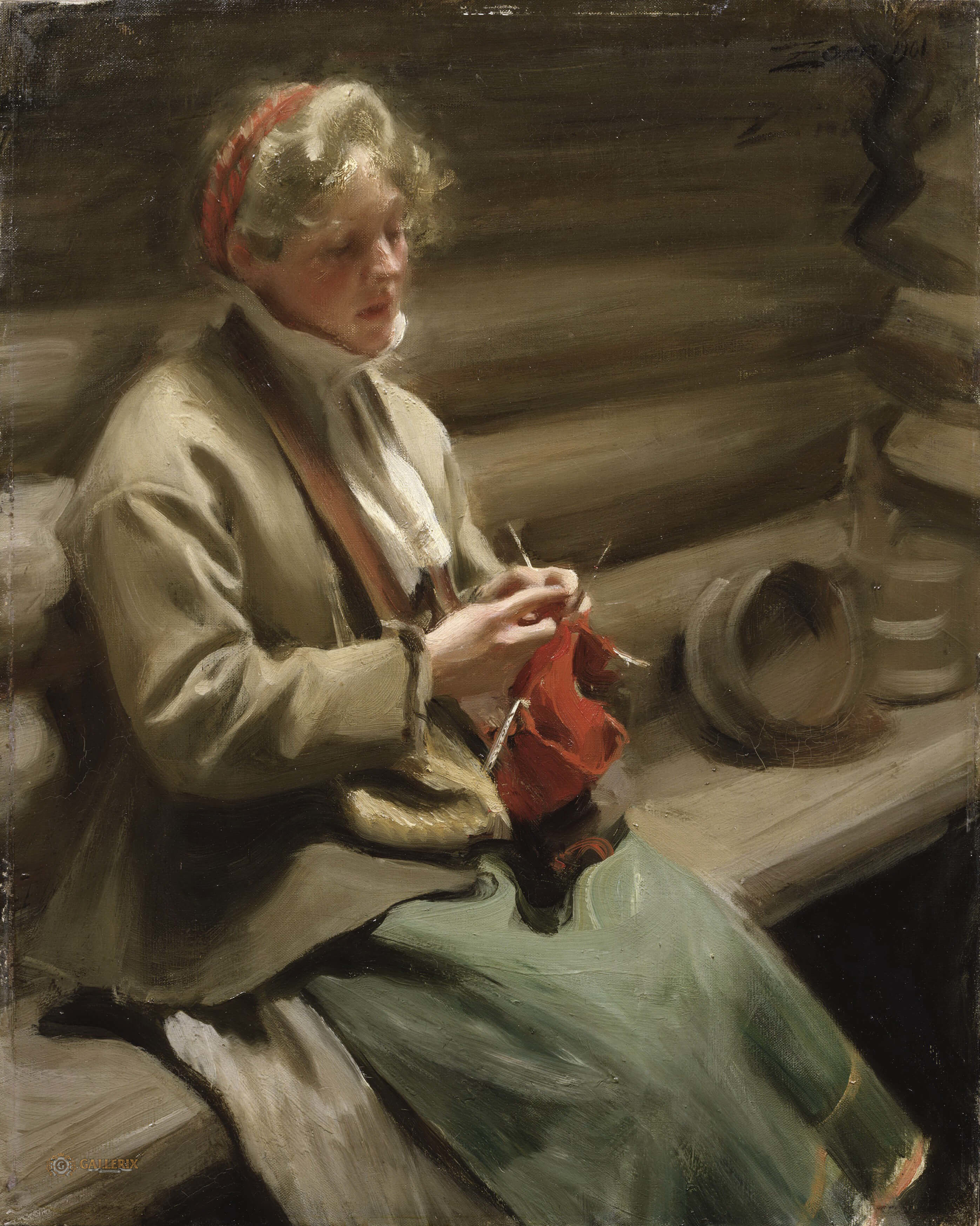
Dalecarlian Girl Knitting. Cabbage Margit, 1901
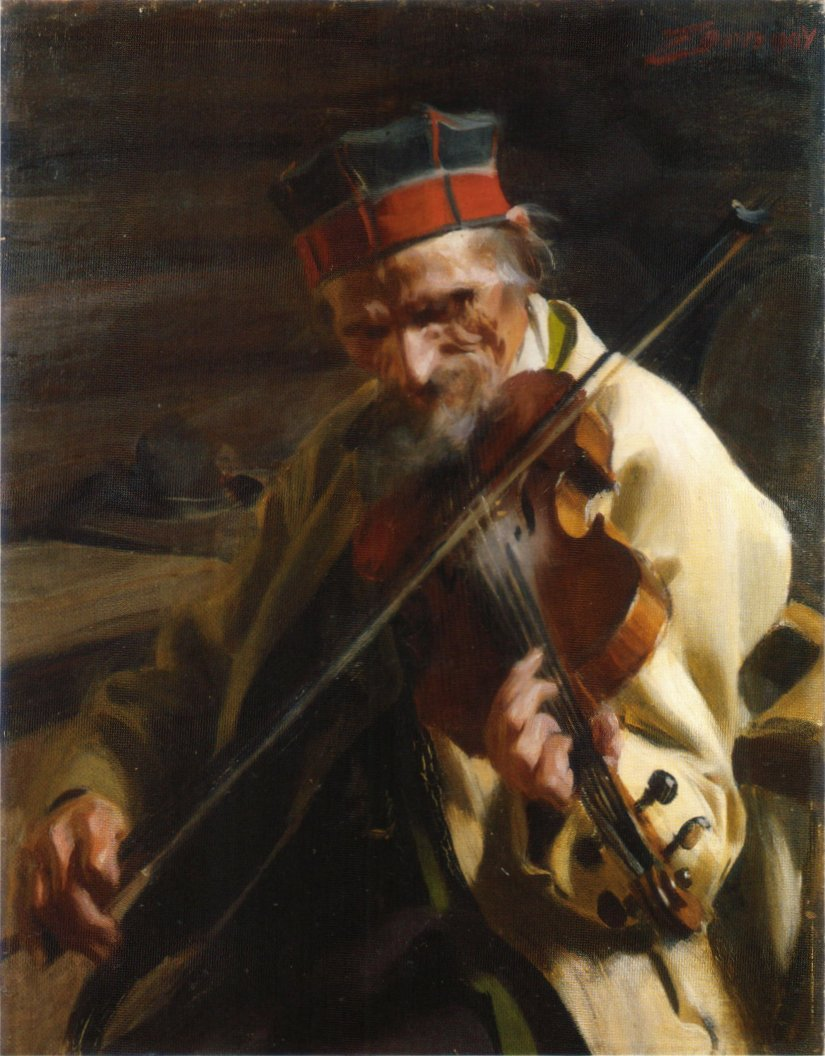
Hins Anders, fiddler or spelman, 1904 (Thielska Galleriet)
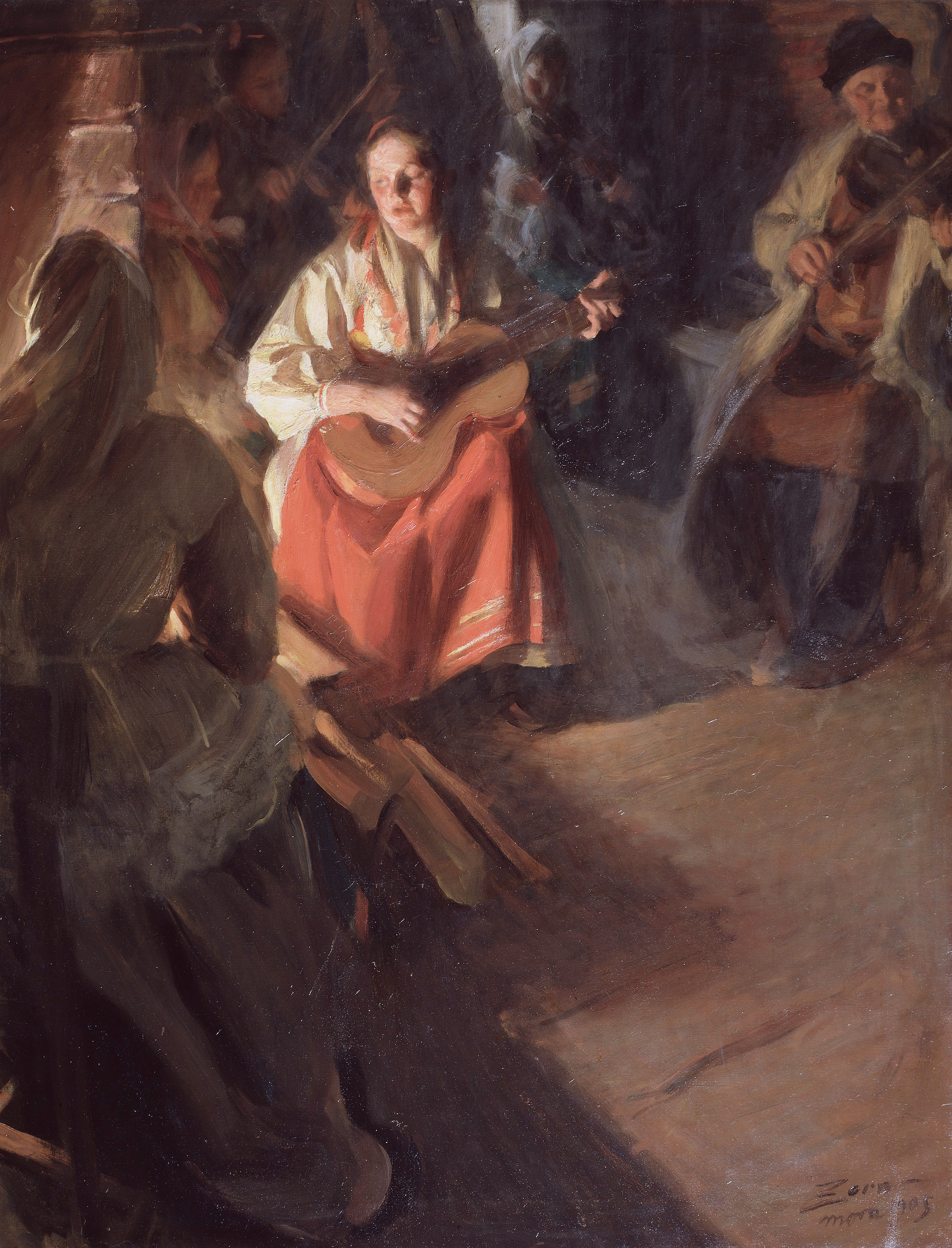
A Musical Family, 1905
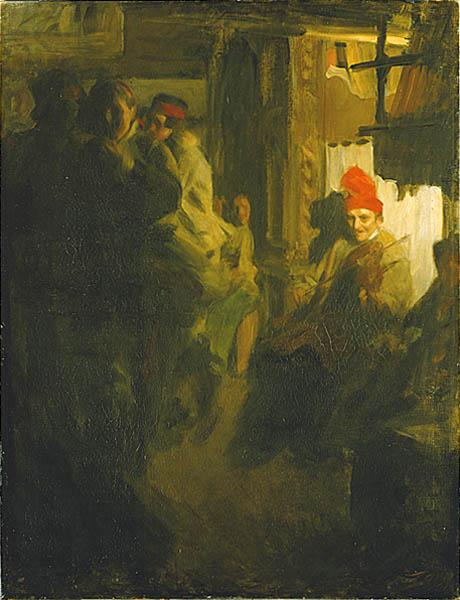
Dance in Gopsmor, 1906
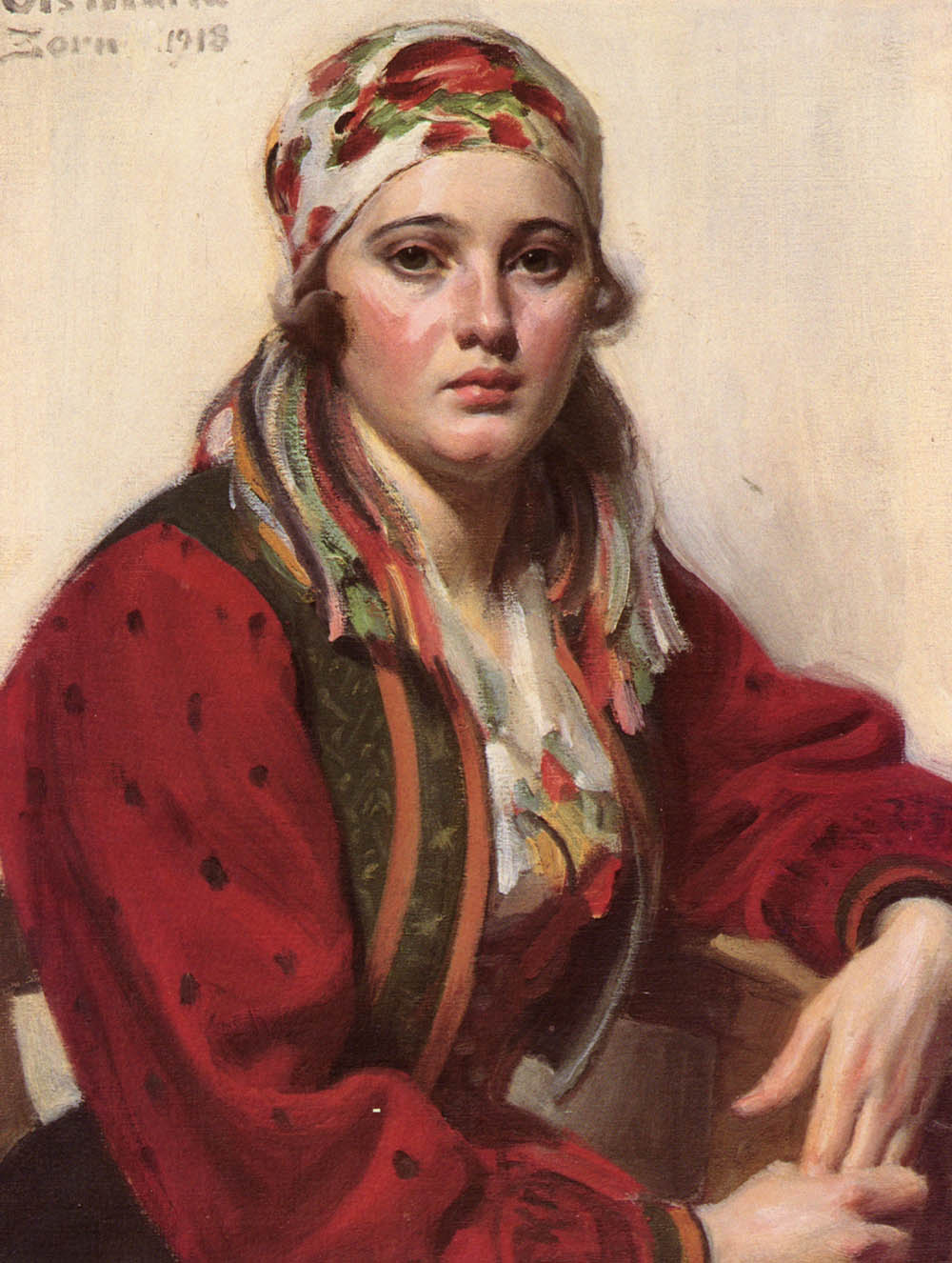
Ols Maria, 1918
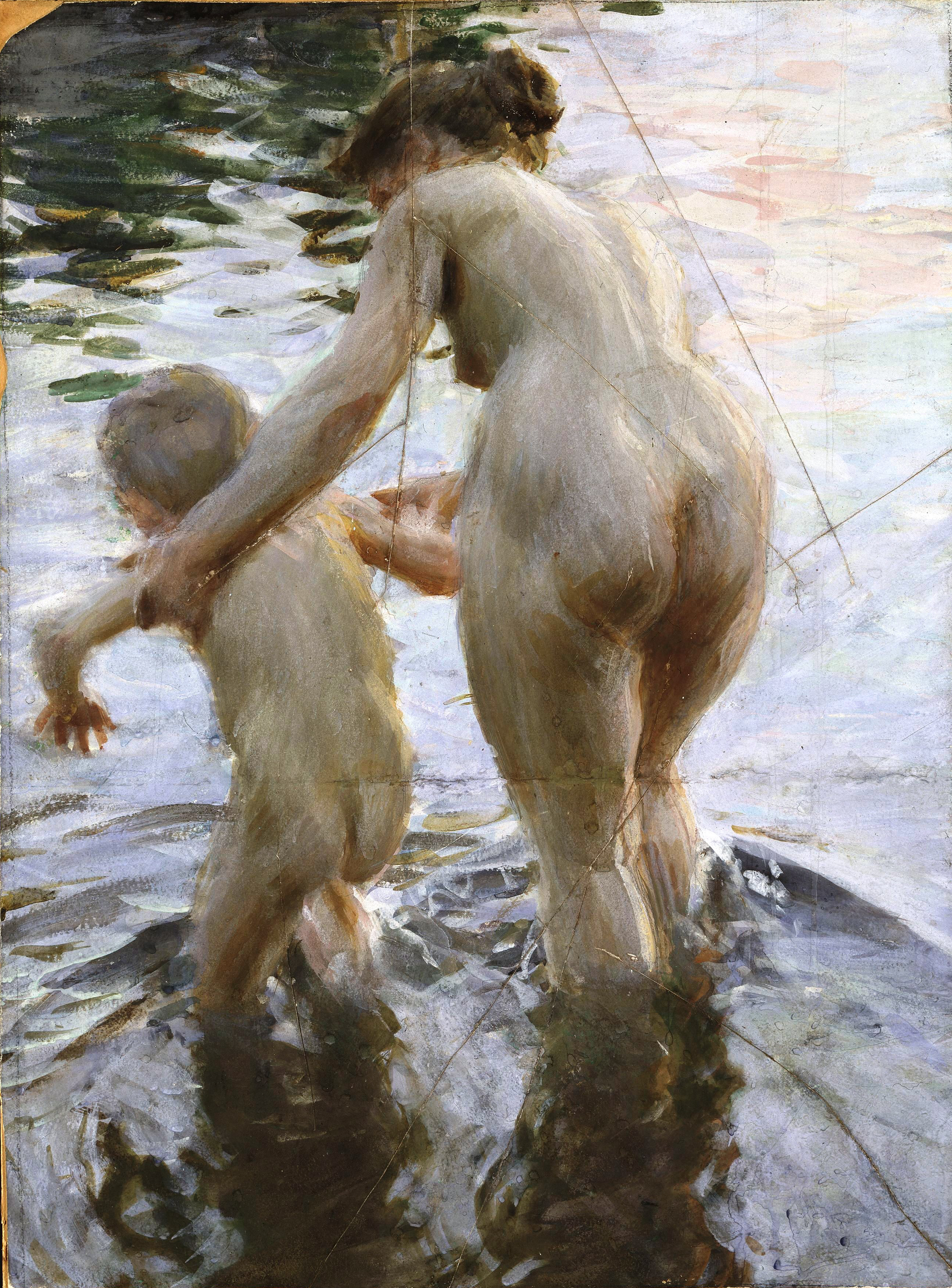
En premiär, (1888).
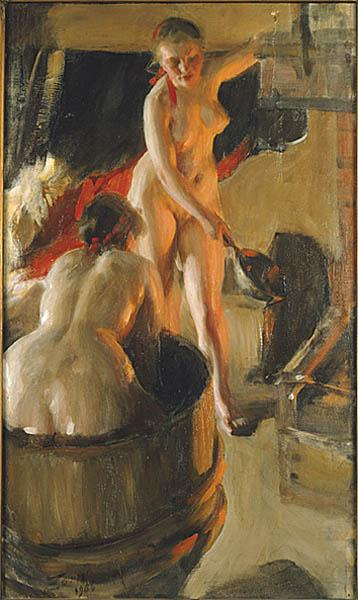
Girls from Dalarna Having a Bath, 1906

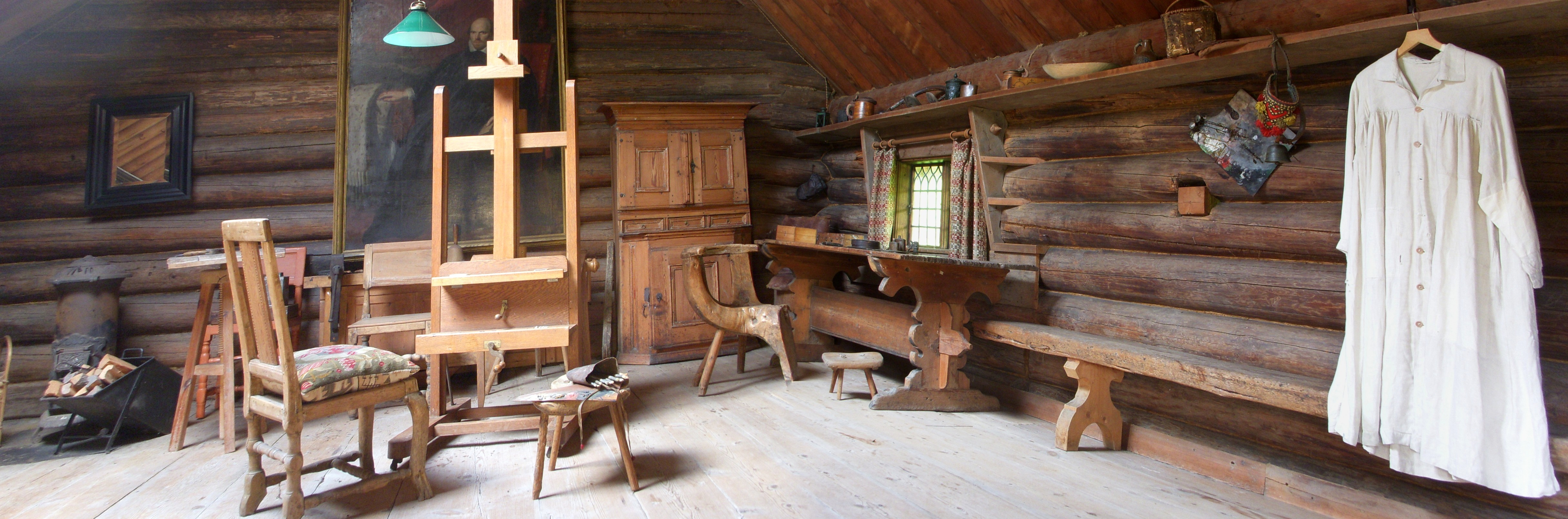
آتلیه آندرس زورن در خانهٔ مشهور او زورن گاردن (به سوئدی: Zorngården) در مورا

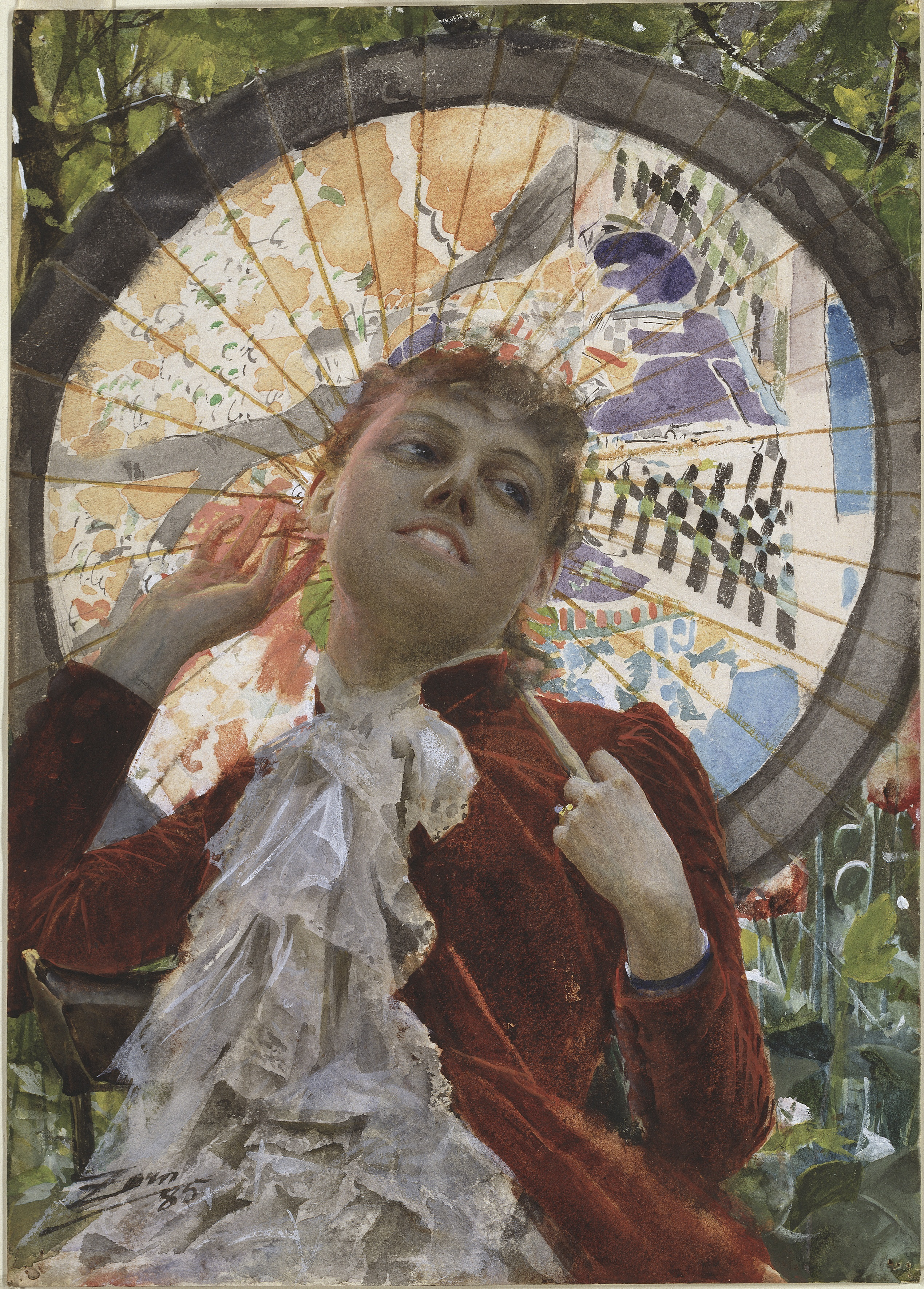
Castles in the Air, 1885
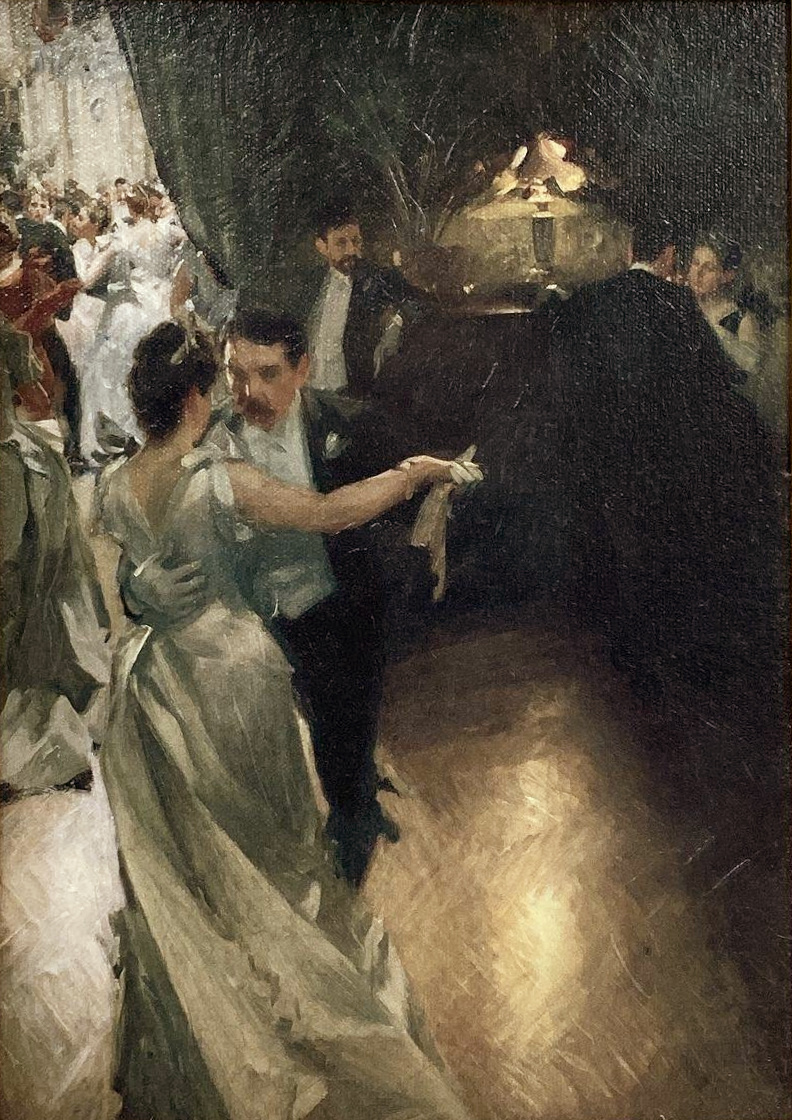
Waltz
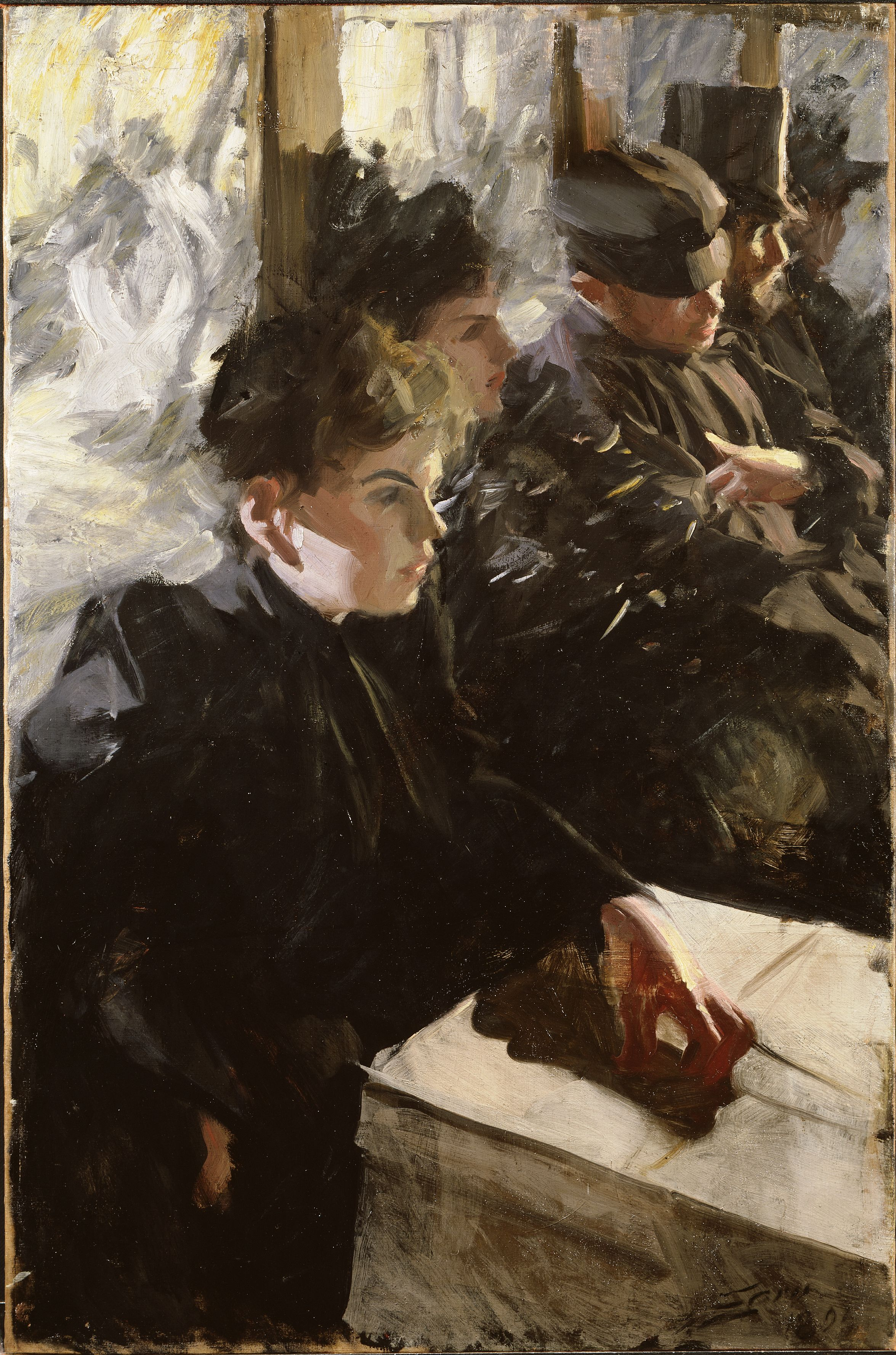
Omnibus I, 1892 or 1895